# Rindshaut

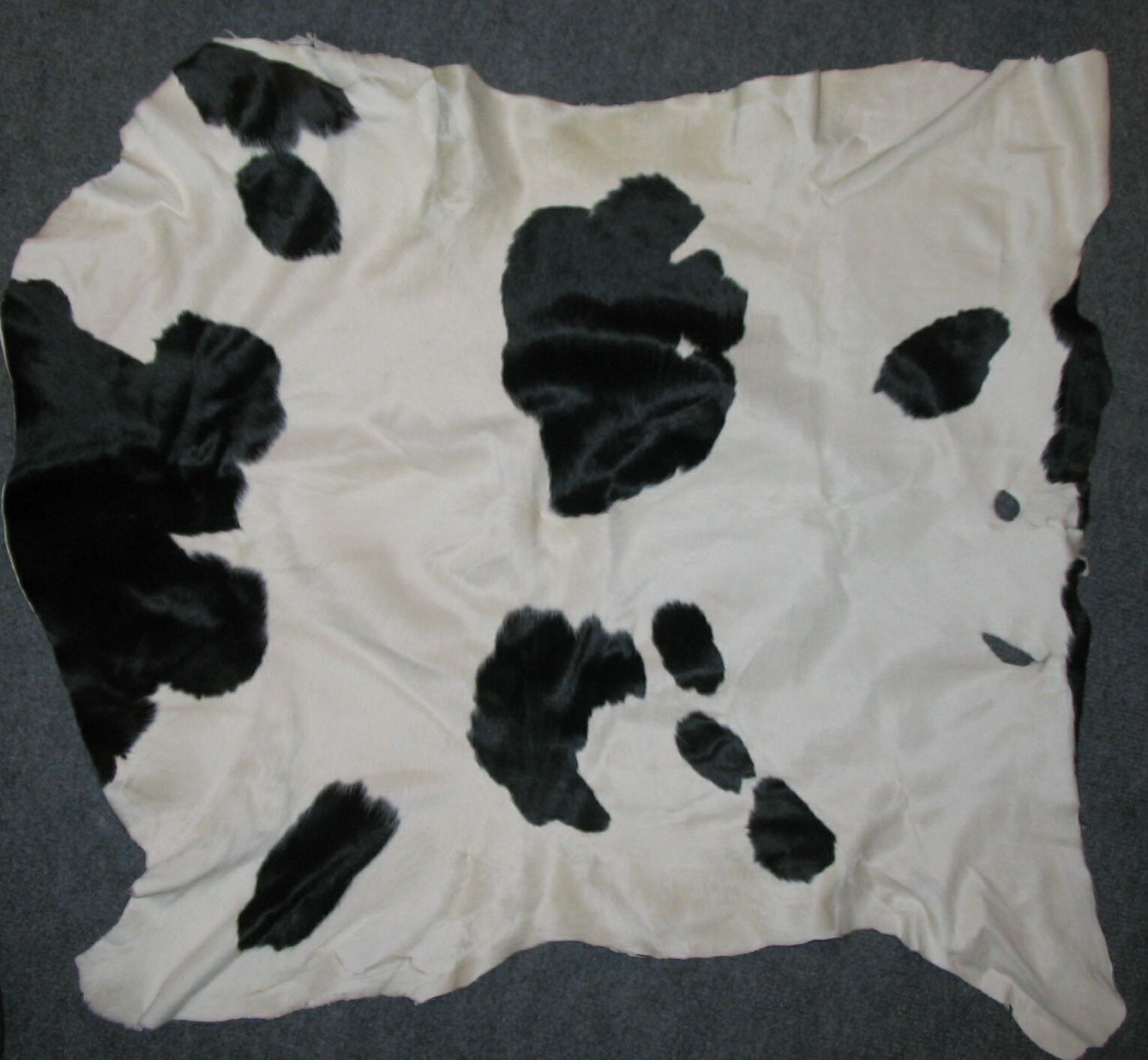
Kalbfell

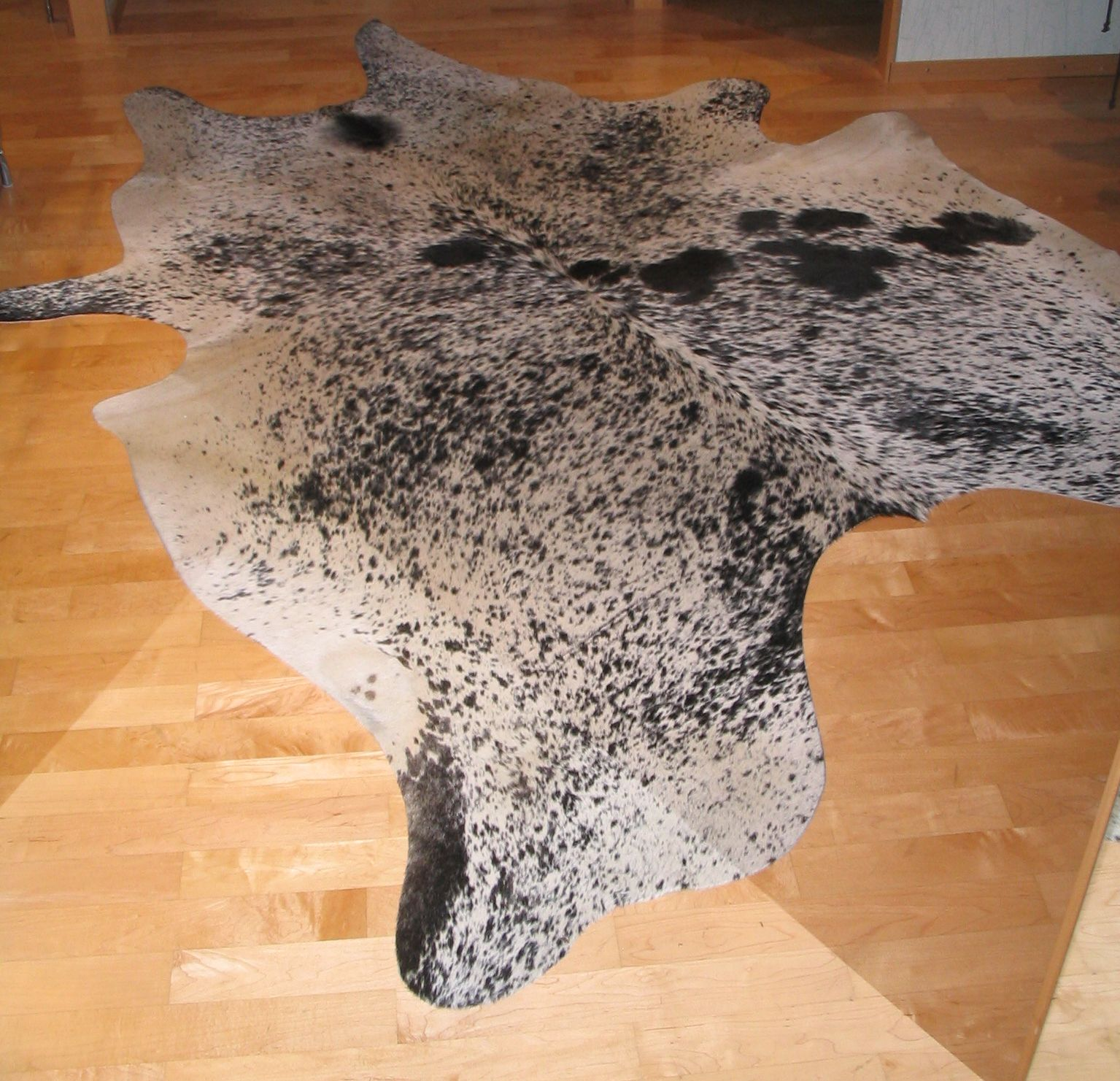
Rindshaut

Als Rindshaut werden die behaarten Häute der verschiedenen Hausrind- und Wildrindrassen, als Kalbfelle die behaarten Häute der Jungtiere bezeichnet. Als Nebenprodukt der Fleischindustrie sind sie eine Handelsware des Rauchwarenhandels. Der Häutehandel unterscheidet außerdem zwischen Zahmhäuten und Wildhäuten. Als Zahmhäute werden diejenigen Häute der europäischen Hausrinder verstanden, die beim Schlachten zur Fleischnutzung anfallen. Als Wildhäute werden nicht nur die Häute von Wildrindrassen, sondern auch die von in Übersee genutzten Hausrindrassen bezeichnet, da diese Häute zu Beginn des globalen Rindshauthandels meist von ausgewildert lebenden Herden Südamerikas stammten.
Namhafte Produktionsgebiete sind dort entstanden, wo einerseits die klimatischen Verhältnisse eine Rindviehhaltung in größerem Umfang gestatten und wo andererseits die Verwertungsmöglichkeit für das Fleisch gegeben ist. In erster Linie trifft das auf die südamerikanischen Staaten, insbesondere die La-Plata-Länder (Argentinien, Uruguay und Paraguay) zu, denen deshalb hierfür auch die weitaus größte Bedeutung zukommt. Die Einfuhr dieser Häute nach Deutschland dürfte etwa um 1900 begonnen haben, insbesondere durch Hamburger Kaufleute. Da der Import von Wildhäuten vielseitige Fachkenntnisse erfordert, blieb dieser Kreis verhältnismäßig klein.
Rindshäute werden vorzugsweise zu Taschen, Stiefeln und Wohnaccessoires verarbeitet, Kalbfelle bei entsprechender Mode bevorzugt zu Übergangskleidung. In weitaus überwiegender Menge werden die Häute zu unbehaartem Leder gegerbt. 
Die Häute ausgewachsener Tiere sind grob und steif und werden schon deshalb kaum für Pelzzwecke genutzt. Einige Zeit lang wurden aus afrikanischen, in Spanien veredelten Stierhäuten Mäntel gearbeitet. Büffeldecken gehörten zur traditionellen Ausrüstung der nordamerikanischen Ureinwohner.
Für Pelzbekleidung werden hauptsächlich Kalbfelle verwendet, diese Nutzung in der Moderne begann jedoch erst in den 1920er Jahren.

## Hausrind

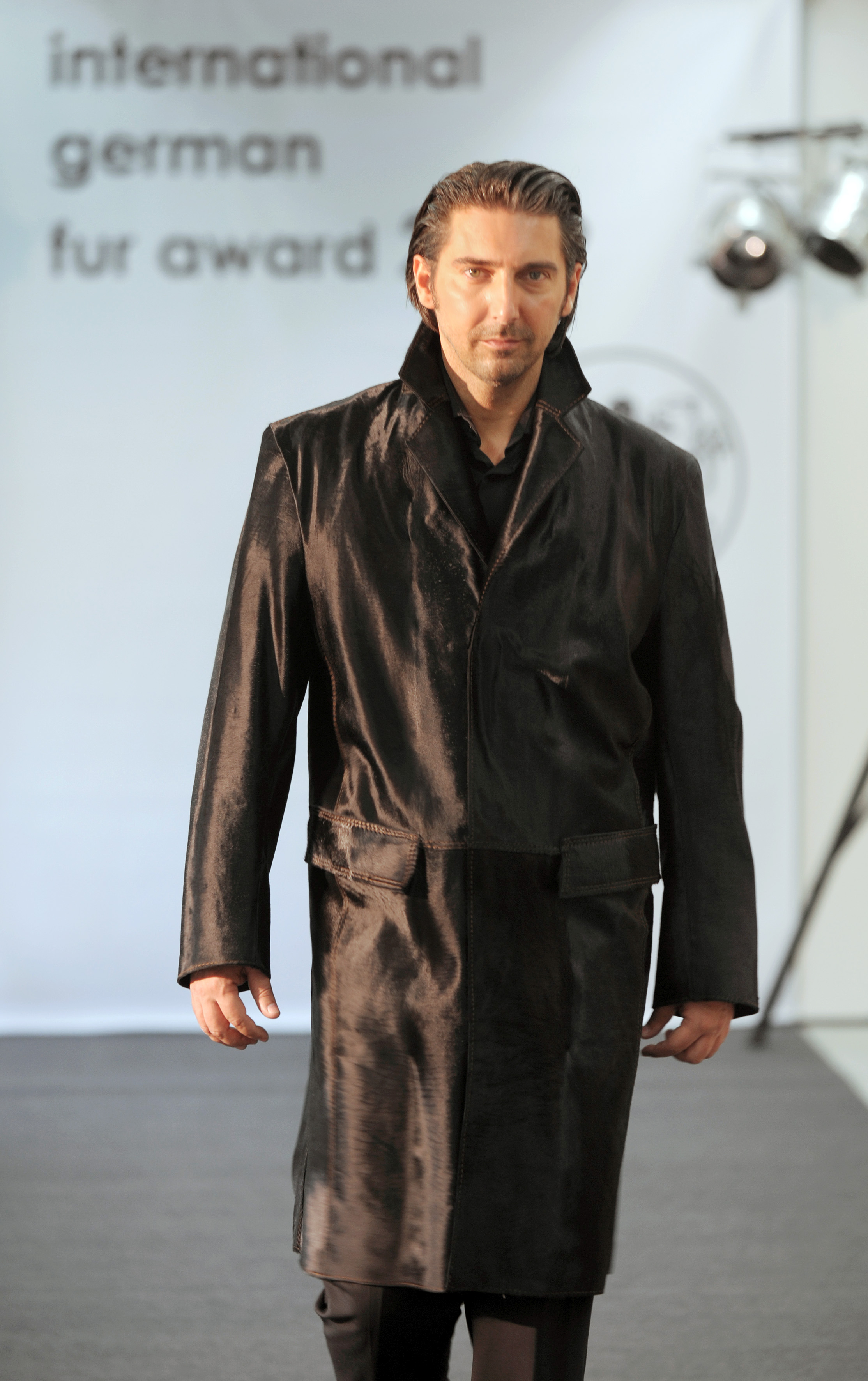
Herr im Mantel aus geschorenem, gefärbten Kalbfell (2009)

Die Domestizierung zum Hausrind erfolgte bereits vor dem 9. Jahrtausend v. Chr.
Die in Europa anfallenden Rindshäute reichen für die hiesige, lederverarbeitende Industrie nicht aus. Deshalb werden zusätzlich Häute eingeführt, hauptsächlich aus Südamerika, Australien, Ostasien, Indien und Afrika. Diese von Hausrindern stammenden, jedoch als Wildhäute bezeichneten Felle sind meist kleiner, grobnarbiger und von gröberer, zäherer Faser als die Zahmhäute (Stand 1966). Die Bezeichnung Wildhäute für die Felle der Nachkommen der von den Spaniern im 16. Jahrhundert in den südlichen Teilen Nordamerikas, in Mittel- und Südamerika eingeführten Rinder der Criollo-Rasse trifft schon sehr lange nicht mehr zu. Wichtigstes Kennzeichen dieser Häute war das Brandzeichen des Besitzers, der ansonsten verwildert lebenden Rinder. Sie ergaben vor allem ein sehr gutes Sohlleder. Da das Fleisch minderwertig war, begann man andere Rassen einzukreuzen. 1895 bestand der Rindviehbestand noch zu 50 Prozent aus Criollos, 1922 nur noch aus 3 Prozent. Daneben wurden aber bereits reinrassige Herden gehalten, wirklich wildlebende Herden gab es bereits um 1950 nur noch ganz vereinzelt. Auch für den nordamerikanischen, kanadischen und neuseeländischen Anfall wurde die Bezeichnung „Wildhaut“ nur noch aus Tradition aufrechterhalten.
Die Fellgrößen sind je nach Rasse sehr unterschiedlich. Auch die Fellfarben variieren mannigfaltig. In Abhängigkeit von der Rasse sind sie einfarbig gelb, gelbrot, rot bis dunkelrot, rotbraun, grau bis braun, schwarzbraun, seltener rotschimmlig oder weiß, häufig rot-, gelbscheckig und besonders oft – für das sehr weit verbreitete Niederungsrind und das schon in DDR-Zeiten dort bevorzugt gezüchtete Schwarzbunte Milchrind typisch – schwarzweiß gescheckt.
Die Behaarung der Rindshäute und Kalbfelle ist kurz, grob und hart, Unterwolle ist kaum vorhanden. Das Haarbild ist mehr oder weniger moiriert. Bei überwiegender Stallhaltung und in warmen Ländern bestehen keine auffallenden Unterschiede zwischen dem Sommer- und dem Winterfell. Der Fellwechsel geschieht allmählich und über einen längeren Zeitraum.
Rasseeigenschaften, Geschlecht und Alter, Lebensweise und Klima sind neben anderen Eigenschaften die Faktoren, die die Qualität der Häute am lebenden Vieh beeinflussen. Die Haut weiblicher Tiere ist meist feiner und zarter als die von gröbere und schwerere von männlichen. Mit zunehmendem Alter verstärken sich die Geschlechtsmerkmale, insbesondere bei Zuchttieren, ganz besonders anschaulich bei der Bullenhaut. Die klimatischen Verhältnisse wirken sich nicht nur direkt aus, sondern auch indirekt durch Flora und Fauna (Dornen- und Kakteenrisse, Insektenschäden usw.). Da vielfach in geschlossenen Zuchtgebieten die gleichen Rinderrassen gehalten werden, kann der Fachmann aus der Herkunft der Haut ziemlich sichere Schlüsse auf ihre Güte und mögliche Fehler schließen. Ein weiterer qualitätsbeeinflussender Umstand ist die Behandlung der Haut bei ihrer Gewinnung. Durch zu tiefe Schnitte beim Abziehen wird die Haut „schnittig“, durch unzureichende oder nicht rechtzeitige Konservierung entstehen harte, „verbrannte“ Stellen, durch zu schnelle Trocknung wird das Leder oberflächlich trocken, fault aber im Inneren.
Die Häute erwachsener Hausrinder sind meist zu schwer, um sie für Kleidung zu nutzen. Aus Rindshäuten beziehungsweise Rinderhäuten werden jedoch Pelztaschen, Pelzstiefel, Wandbehänge, Vorleger und Sitzbezüge für den Wohnbereich hergestellt. Im Altertum sollen Rindshäute auch zum Bau von Kanälen Verwendung gefunden haben.
Neben den Hauptlieferanten Argentinien, Uruguay und Paraguay sind weitere überseeische Häute-Exportländer:
- Die südamerikanischen Staaten: Brasilien, Kolumbien, Chile, Peru, Bolivien, Ecuador und Venezuela
- Die mittelamerikanischen Staaten: Panama, Costa Rica, Guatemala, Nicaragua, Mexiko
- Die USA und Kanada
- Von den Antillen: Kuba, Jamaika, Puerto Rico
- Afrikanische Gebiete: Abessinien, Eritrea, Kenia, Rhodesien, Südafrika, Provinz Natal, Transvaal, Namibia, Westafrika
- Asien: Indien, Pakistan, Indonesien, China, Indochina, Burma und Siam
- Australien und Neuseeland.[2]

### Hauskalb

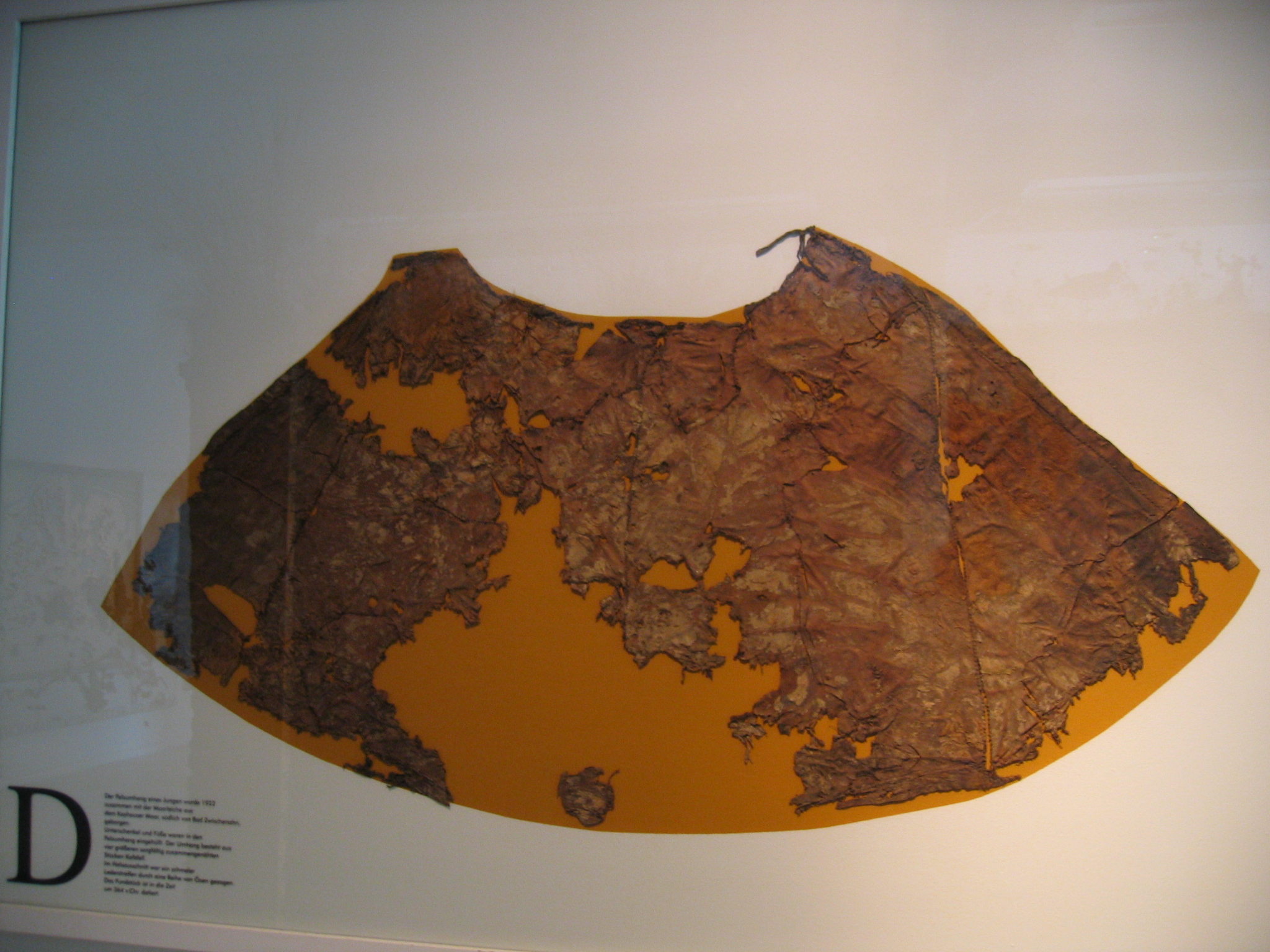
Kalbfellumhang der Moorleiche von Kayhausen
Bronzezeitlicher Tragsack aus ungegerbter Rinderhaut aus den Hallstätter Salzbergwerken

Kalbfelle sind etwa 60 bis 100 Zentimeter lang (etwa Fohlenfellgröße). Das Haar ist kurz und etwas steif. Die Färbung ist sehr unterschiedlich: rotbraun, braun, dunkelbraun, rotbraun-schwarzbraun, schwarz-weiß oder braun-weiß. Das Fell ist fohlenähnlich, selten ist jedoch eine Moiré- oder Wellenzeichnung, das Haar ist glatt; das Leder ist schwerer als beim Fohlenfell. Nur die weicheren Felle werden in bedeutender Menge zur Pelzverarbeitung verwendet. Die Felle stammen von gleich oder wenige Wochen nach der Geburt geschlachteten Tieren, später werden die Felle zu schwer. Felle von zu früh geborenen Tieren waren wie beim Persianerbreitschwanz unter der Bezeichnung Galjak-Kalbfelle im Handel. Die Verwendung der Kalbfelle erfolgt zu Jacken und Mänteln, auch für Pelzstiefel, Mützen, Handschuhe, Kissenbezüge usw.
Das Landesmuseum für Natur und Mensch in Oldenburg bewahrt einen Umhang aus Kalbfell auf, er wurde im Kayhauser Moor nahe der Ortschaft Kayhausen bei Bad Zwischenahn in Niedersachsen gefunden und stammt aus dem 4. bis 1. Jahrhundert vor Chr. Er gehörte dem sogenannten Jungen von Kayhausen – von dem man nicht genau weiß, ob er nicht vielleicht ein Mädchen war – einem Moorleichenfund aus dem Jahr 1922.
Schindlinge ist eine alte Bezeichnung für Kalbfelle mit extrem kurzem Haar, meist von zu früh geborenen Tieren oder Totgeburten stammend. Die Häute von etwa vier bis zwölf Monaten alten Kälbern waren entsprechend ihrer Bezeichnung Fresser auch unter dieser Bezeichnung im Handel.
In der Moderne wurden mangels anderen Fellmaterials während des Ersten Weltkriegs begonnen, aus Kalbfellen Jacken und Mäntel zu arbeiten, bis dahin wurden sie fast ausschließlich als Leder verwendet. Lediglich aus den Fellen rotbrauner Kälber wurden schon vorher Tornister und Koffer hergestellt. Insbesondere nachdem das Fohlenfell in Mode gekommen war, geriet auch das preiswertere und besser verfügbare Kalbfell in den Blickpunkt der Modemacher. Um 1925/26 wurden in Amerika die ersten naturscheckigen Kalbfelljacken kreiert, die einen recht expressionistischen Eindruck erzielten. Philipp Manes nennt ebenfalls das Jahr 1925, in dem zum ersten Mal Kalbfelle zu Mänteln verarbeitet wurden. Die Fellart war vor allem immer dann gefragt, wenn für andere Pelzmaterialien Importschwierigkeiten bestanden.

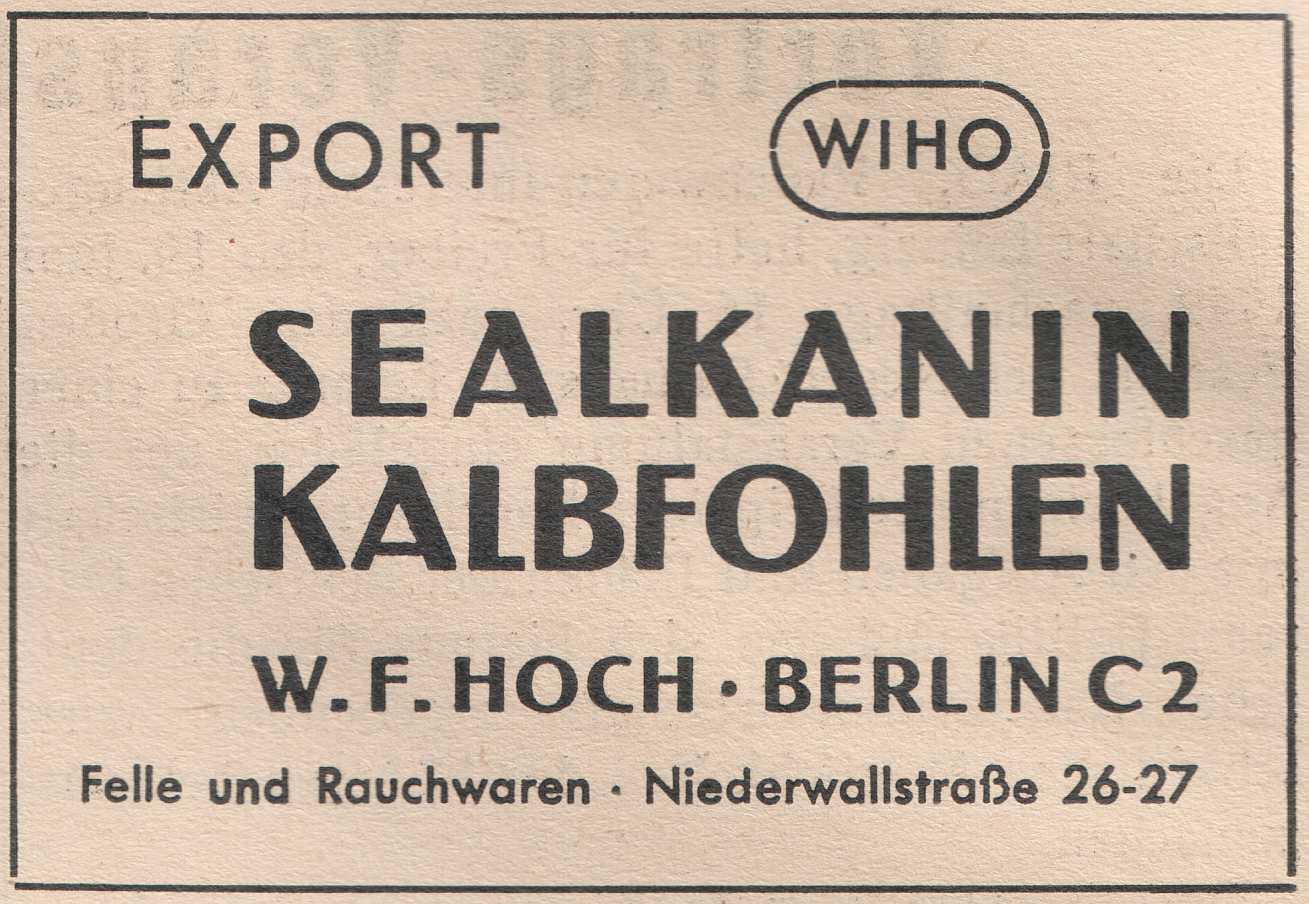
Kalbfohlen. Anzeige in einer Fachzeitung (1942)

Zum Anfang der Hauptzeit der Fohlenpelzmode wurden moirierte Kalbfelle als Kalbfohlen gehandelt, eine Bezeichnung die nach den RAL-Vorschriften nicht mehr zulässig ist (der letzte Wortbestandteil muss die tatsächliche Fellart angeben). Etwa nach der Jahrtausendwende wurde Kalbfellkonfektion aus Frankreich in einer Saison sogar fälschlich als „Pony“ angeboten. Das Kalbfell ist an den beiden Nackenwirbeln zu erkennen, das Fohlenfell (also auch das Pony) an den „Spiegeln“, den großflächigen Haarwirbeln vor den Ansätzen der Hinterbeine. Bei der Verarbeitung werden die häufig störenden Kalbfellwirbel jedoch oft durch Drehen des Genickstücks entfernt oder aber diese Fellteile werden nicht mitverwendet.
Anfangs war das Kalbfell hartledrig und „bockig“, es ließ sich kaum zu schicken Pelzen verarbeiten. Trotzdem wurde es um die Zeit des Zweiten Weltkriegs herum besonders in Deutschland und in Schweden viel getragen. Die Ablehnung der wenig eleganten Mäntel zeigte sich jedoch bald besonders deutlich in Schweden, etwa ab 1950 weigerten sich die Frauen dort, weiterhin Kalbmäntel zu tragen. In anderen Ländern, besonders Deutschland, blieb das Material etwas gefragter. Als einer der Gründe wurde angegeben, dass sich für Damen Übergrößen herstellen ließen, „die auch bei stärkeren Figuren akzeptable Passformen ergeben und die Trägerinnen dadurch schlanker erscheinen lassen“. Mittels neuer Zurichtverfahren gelang es, zuerst beim Fohlenfell, das Leder dünn zu schneiden ohne die Haarwurzel zu verletzen, es wurde leichter und weicher und erhielt dadurch einen stoffähnlichen Fall. Verbesserte Pelzveredlungstechniken machten das Haar weicher und glänzender. Die Felle gerade geborener Tiere kamen als Baby calf in die Geschäfte. Es fielen auch Felle ungeborener Kälber von eingegangenen Muttertieren an, die ein besonders faszinierendes Moirée aufwiesen, sie wurden als Teletta gehandelt. Eine bereits bei Fohlen und Pferden angewendete Methode wurde auch auf das Kalb übertragen. Die Tiere wurden einige Tage vor dem Schlachten geschoren, so dass die stumpfen Spitzen etwas nachwachsen konnten. Bald wurde versucht, allerdings erfolglos, „auf Beschluss einer Leipziger Arbeitsgemeinschaft“ als verkaufträchtigeren Namen für das Produkt Kalbfell den russischen Namen „Opoika“ im Einzelhandel einzuführen, da eine erkleckliche Zahl von Fällen bekannt geworden war, in denen das Wort Kalbfell zu unliebsamen Szenen Veranlassung gegeben hatte.

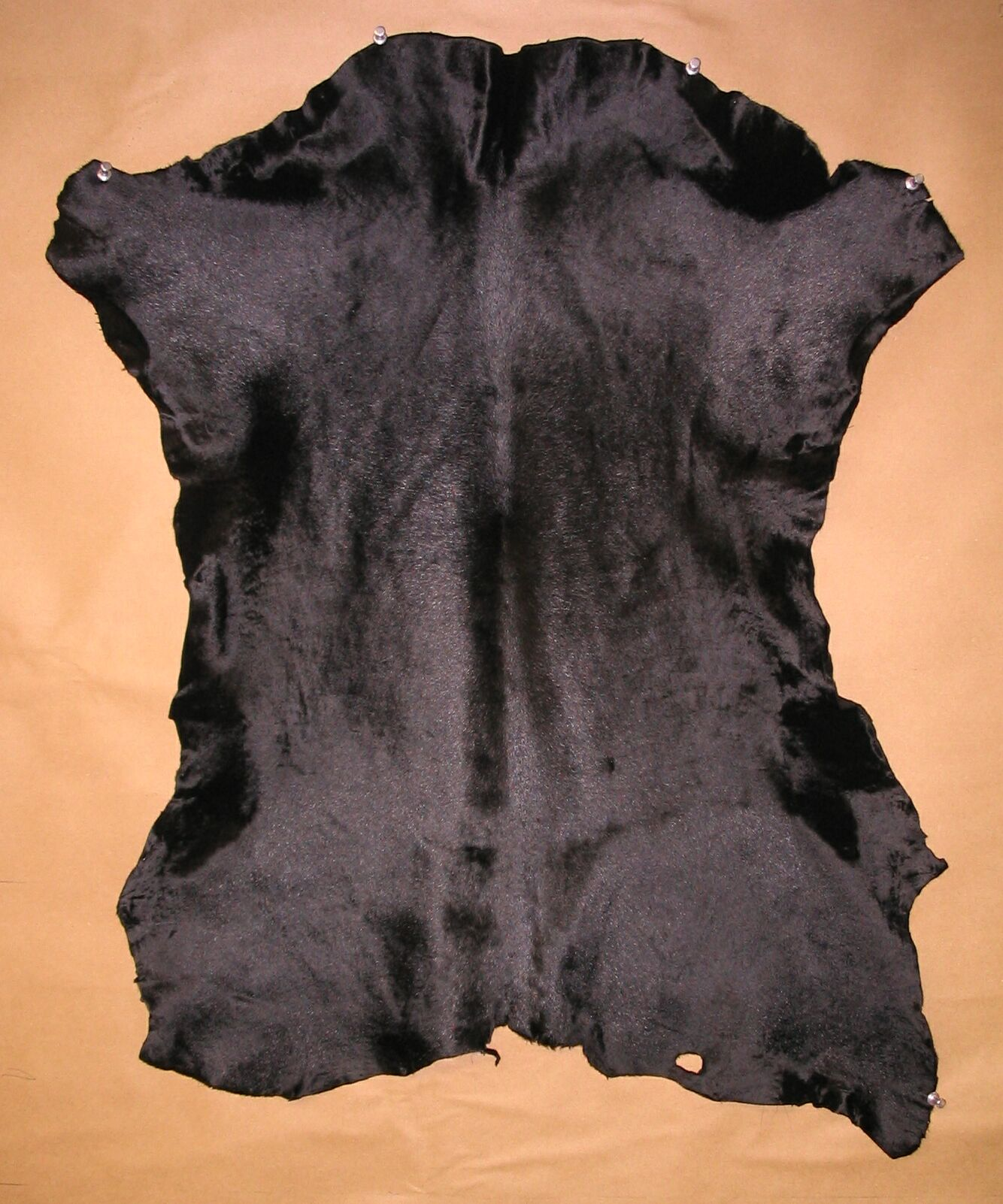
Schwarz gefärbtes Kalbfell, Argentinien

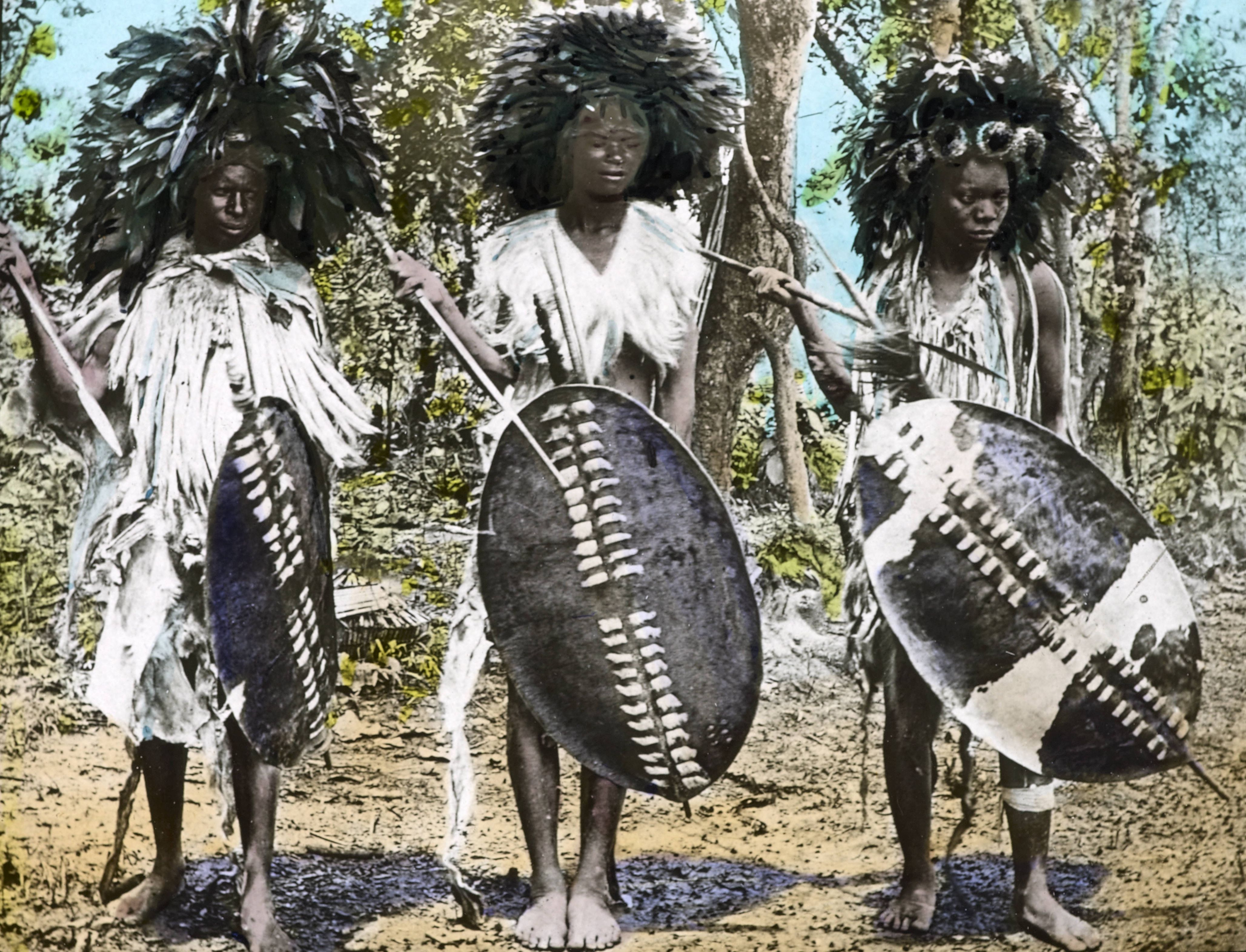
Junge Nguni-Krieger mit Schilden aus Rindsfell (ca. 1895)

Es sind vor allem die selteneren moirierten und gemusterten, leichten Sorten die für Pelze Verwendung finden (1,8 bis 2,1 Kilogramm). Das Interesse an dem preisgünstigen, doch etwas steiferen und nicht so attraktiven Material schwand zwischen den Weltkriegen mit Zunahme des Wohlstands. Erst als die Mode sich verstärkt flacheren Fellsorten zuwandte, insbesondere dem Persianer, kehrte auch das Kalbfell zurück. Eine große Verwendung fand es dann wiederum während des Krieges bis lange in die Zeit nach dem Zweiten Weltkrieg. Aus den spanischen Ferienorten brachten viele westdeutsche Sommerurlauber von den dort in größerer Zahl angesiedelten griechischen Kürschnern Mäntel aus geschorenem Kalbfell mit, meist unifarbig beige, braun oder schwarz gefärbt und in Kombination mit Leder verarbeitet. Neben den USA war die Bundesrepublik um die 1970er Jahre das Hauptabnehmerland für Kalbfellbekleidung.
Die Anlieferungen von Kalbfellen kommen vor allem aus Nord- und Mitteleuropa und aus Südafrika und Neuseeland, die letzteren beiden sind am besten für Pelzzwecke geeignet. Hatte man anfangs hauptsächlich dänische und schwedische Kalbfelle verwendet, so fand man später in anderen Herkunftsländern neue, geeignete Kalbfelltypen. Aus Holland kamen die schwarz-weißen und rot-weißen Felle – eine ganz leichtledrige und dünnhaarige Ware – die sich durch besonderen Glanz und effektvolle Zeichnung auszeichnet. Anfangs war das schwarz-weiße Fell ein Schock für die Modewelt, insbesondere für Après-Ski und als Sportpelz, aber auch zu anderen Gelegenheit zeigte es sich jedoch als geeignet und wurde vom Verbraucher angenommen. Das Bermuda-Kalb wurde geschoren und naturbelassen verarbeitet, mit seiner beigebraunen Farbe sah es dem damals aktuellen Lakoda ähnlich, einem geschorenen Robbenfell, und war deshalb besonders gefragt. Reinweiße belgische und französische Kalbfelle bildeten den idealen Untergrund für fantasievolle Drucke. Neben den Fellen aus Ländern der europäischen wie auch der überseeischen Staaten wurden weiterhin dänische und Allgäuer Felle verarbeitet. Das Allgäuer Fell konnte, ohne dass es haarschädigend gebleicht werden musste, in viele modische Farben gefärbt werden. Es ist gut moiriert, großfleckig und war daher recht beliebt.
- Nordeuropa: Finnland, Schweden, Dänemark und England[15]
- Mitteleuropa: Deutschland, Holland, Österreich[15]

Osteuropäische Sorten sind gegenüber deutschen Sorten größer, besser gezeichnet und leichter im Leder.
Andere Produktionsgebiete verwenden den Anfall meist selbst.
- Südafrika und Neuseeland[15]
- China, die Felle von hier sind sehr klein. Ein Rauchwarenhändler berichtet 1952, dass sie im Pelzzentrum des Leipziger Brühls nicht gehandelt wurden, jedenfalls nicht nach 1927: „Sie waren zwar sehr billig, aber nicht interessant“.[17]

Insbesondere bei nicht seidigen Qualitäten neigt das Haar zum Brechen und ist deshalb nicht sehr strapazierfähig. Der Haltbarkeitskoeffizient für Kalbfell wird auf 30 bis 40 Prozent geschätzt.
Um 1950 galt: Deutsche, für Pelzzwecke zur Verfügung stehende Kalbfelle werden entweder gesalzen oder getrocknet angeliefert. Bevorzugt wird die gesalzene Ware, sie ergibt ein qualitativ besseres Leder und hat weniger Ausfälle an „Kahlgängern“. Es werden die nicht zu dickledrigen Felle verwendet, sie sollen gut konserviert und nicht haarlässig sein. Kleine Schadstellen sind akzeptabel, jedoch sollten die Felle keinen Käferfraß haben. Die Gütebeurteilung erfolgt nach der Haarbeschaffenheit in Bezug auf Glanz und Moiré. Die besseren Qualitäten haben ein enges Moiré, seidiges, nicht zu langes Haar. Den geringsten Wert haben stark rauche, matte, wollige beziehungsweise stark flache Felle ohne Glanz und Moiré. Auch mindern im Haar eingeschnittene Herdzeichen den Wert erheblich. Einfarbige helle, beziehungsweise weiße Kalbfelle können verschieden eingefärbt werden und sind deshalb besser verwendbar als gescheckte. Bei Kalbfellen erfolgt keine Einteilung nach Qualitäten, sie werden lediglich in bunte und einfarbige Felle klassifiziert.
1988 hieß es für die in der DDR angefallenen geringen Mengen, sie waren nicht von der ausgesuchten Qualität, wie sie für Pelzzwecke geeignet sind. Sie sollten von ganz jungen Tieren stammen, weil diese eine seidige Behaarung aufweisen, flach und gut moiriert sind. Nach diesen Kriterien ausgesuchte Felle fielen in der DDR im Prinzip nicht mehr an. Die Hälfte der Felle kamen aus gewerblichen Schlachtungen, die andere aus Notschlachtungen. Die Sortimente wurden in Kalbfelle für Lederzwecke und in Pelzkalbfelle geteilt. Die Pelzkalbfelle wurden nach Güteklassen A und B sortiert. Die Felle der Güteklasse A waren über 90 Zentimeter lang, unbeschädigt, Einrisse bis 5 Zentimeter und höchstens 2 Schäden, Schäden bis 2 Zentimeter Durchmesser wurden nicht mitgezählt. Die Felle mussten flach, moiriert und höchstens halbrauch sein. Die Güteklasse 2 galt für Felle unter 90 Zentimeter bei gleicher Beschreibung. Die Felle waren salzkonserviert, teilweise jedoch nicht ordnungsgemäß. Die Haarbeschaffenheit war sehr unterschiedlich, von schütter über spießig, teils kurzhaarig beziehungsweise dicht und rauch, glatt gewellt und moiriert. Dies waren keine Felle, wie sie im internationalen Handel üblich waren. Obwohl die Rohsortimente von Fachleuten der Pelzbranche durchgeführt wurden, befanden sich unter den, den Pelzkalbfellen zugeordneten Fellen durchschnittlich 10,5 Prozent haarlässige Felle, die, wieder getrocknet, an einen Betrieb weitergeleitet wurden, der daraus Trommelfelle beziehungsweise Pergamentfelle herstellte. Insbesondere wegen des dichten und kompakten Fasergefüges und der verhältnismäßig kräftigen Lederdicke bedurften die DDR-Felle einer besonders intensiven Bearbeitung bei der Pelzzurichtung.
Am Leipziger Pelzmarkt, dem Brühl, wurden verpackte, gesalzene Kalbfelle als „Möpse“ gehandelt. Die Felle wurden feucht gesalzen, zusammengerollt und verschnürt aufbewahrt. Das Zusammenrollen erfolgte, indem jedes Fell der Länge nach einmal gefaltet wurde, Haut gegen Haut. Dann wurde das Fell gerollt, wodurch Haar auf Haar kam. Dieses Rollenbündel wurde dann verschnürt. Innerhalb von vier bis sechs Wochen mussten die Felle nun verarbeitet werden, damit sie nicht verstinken. Im Winter konnten sie in dem Rohzustand naturgemäß länger gelagert werden als bei den höheren Sommertemperaturen.
1988 hieß es: Vom Weltanfall – über den genaue Zahlen nicht vorliegen – sind höchstens 15 % für Pelzzwecke geeignet, d. h. höchstens 30.000 bis 50.000 Stück, die entsprechend der Nachfrage aussortiert werden können. - In den 60er und 70er Jahren bestand rege Nachfrage, nach 1978 war dieses flache Fell nicht mehr gefragt. Etwa seit 2000 bekam der Artikel naturell (fawns), aber auch modisch gefärbt, geschoren, bedruckt und auch reversibel wieder eine etwas häufigere Nachfrage, insbesondere für Taschen fand er zuletzt noch eine größere Verwendung (2012).

Verschiedene Produkte aus Kalbfell
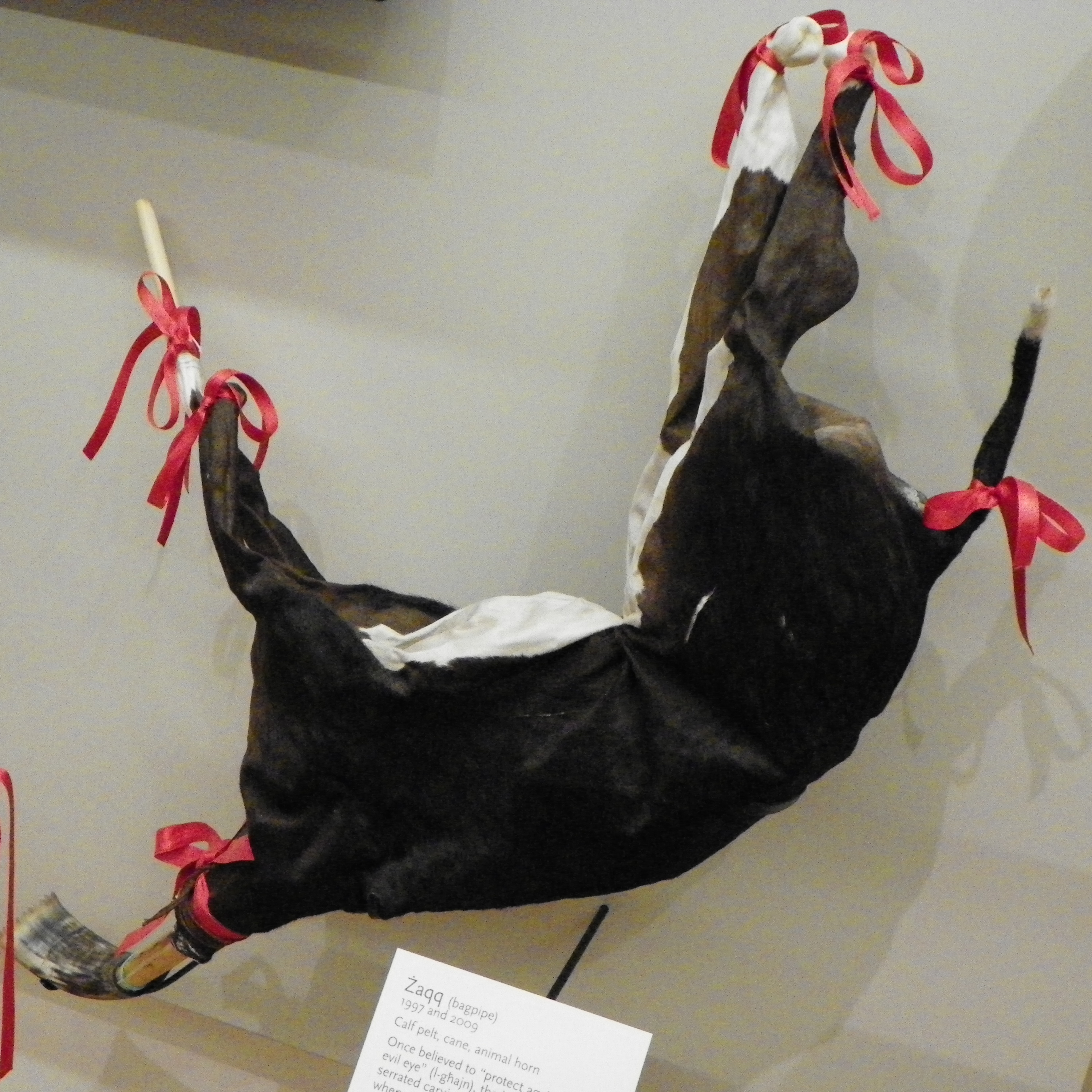
Żaqq, eine maltesische Sackpfeife aus einem Kalbfell
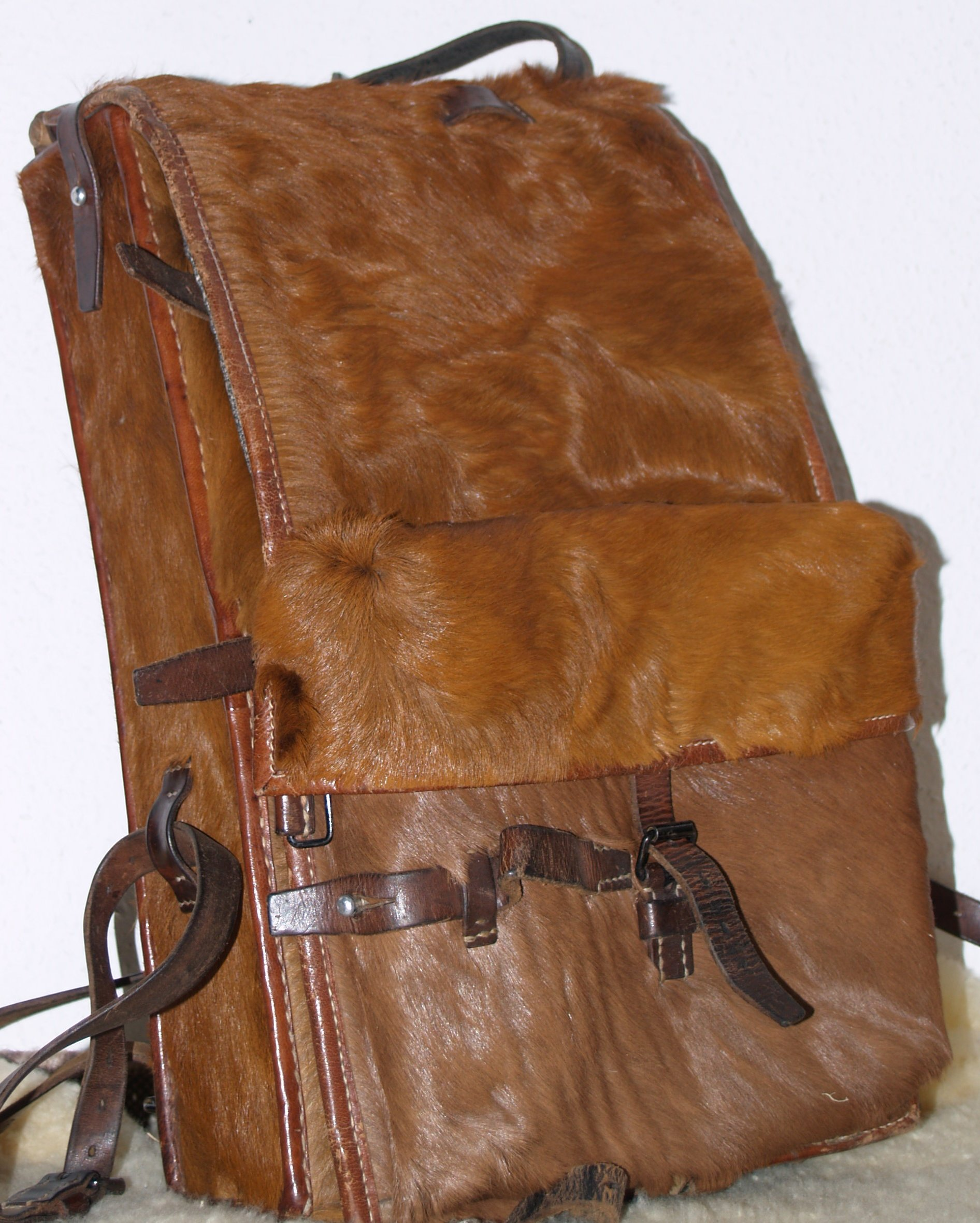
Kalbfelltornister (2005)
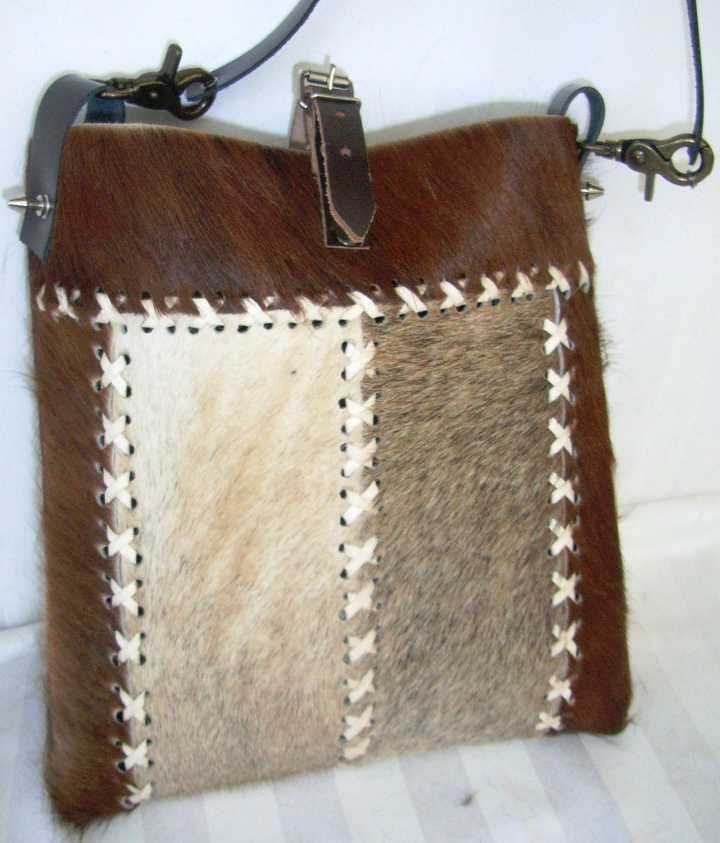
Kalbfelltasche (2011)
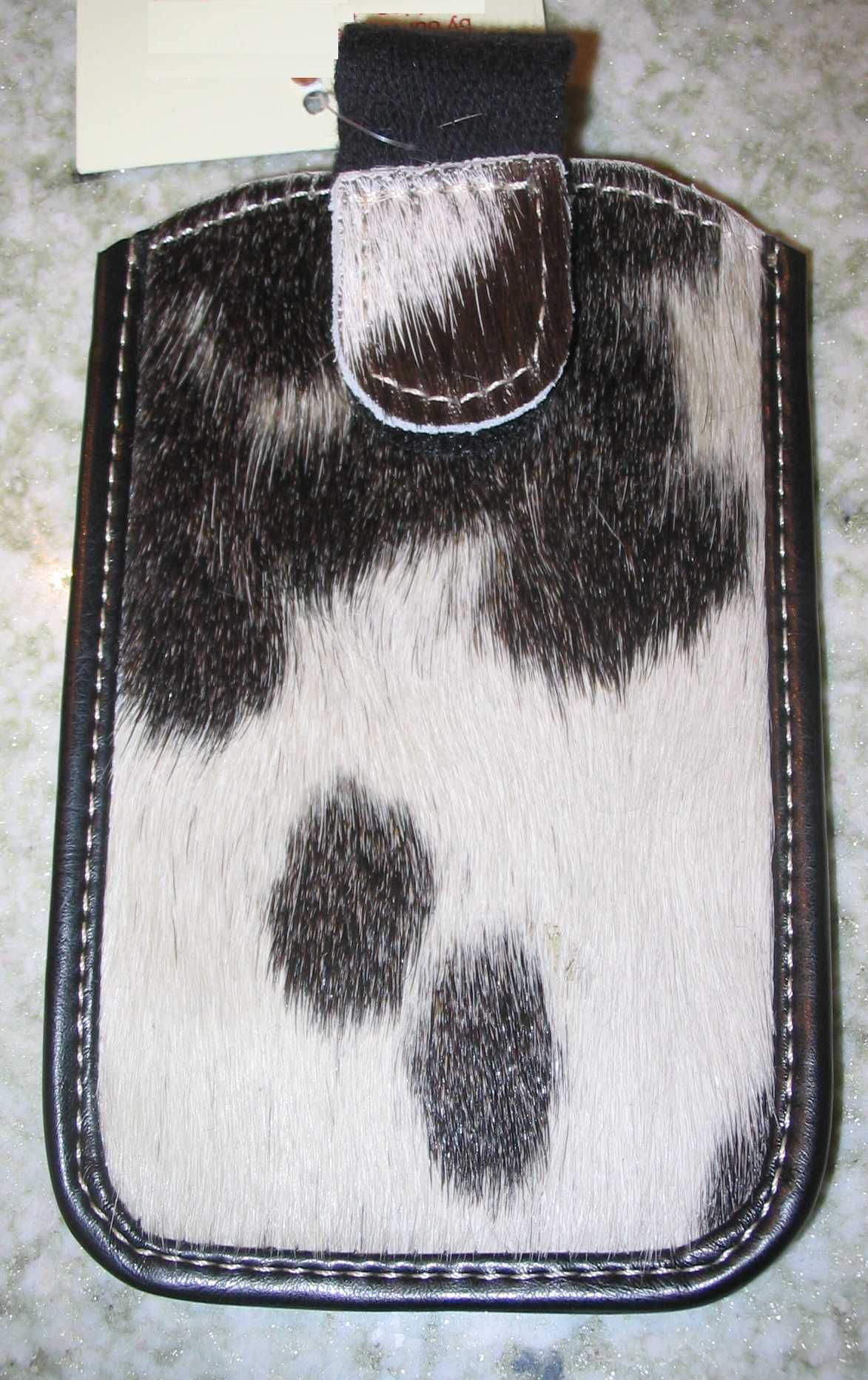
Handytasche (2013)
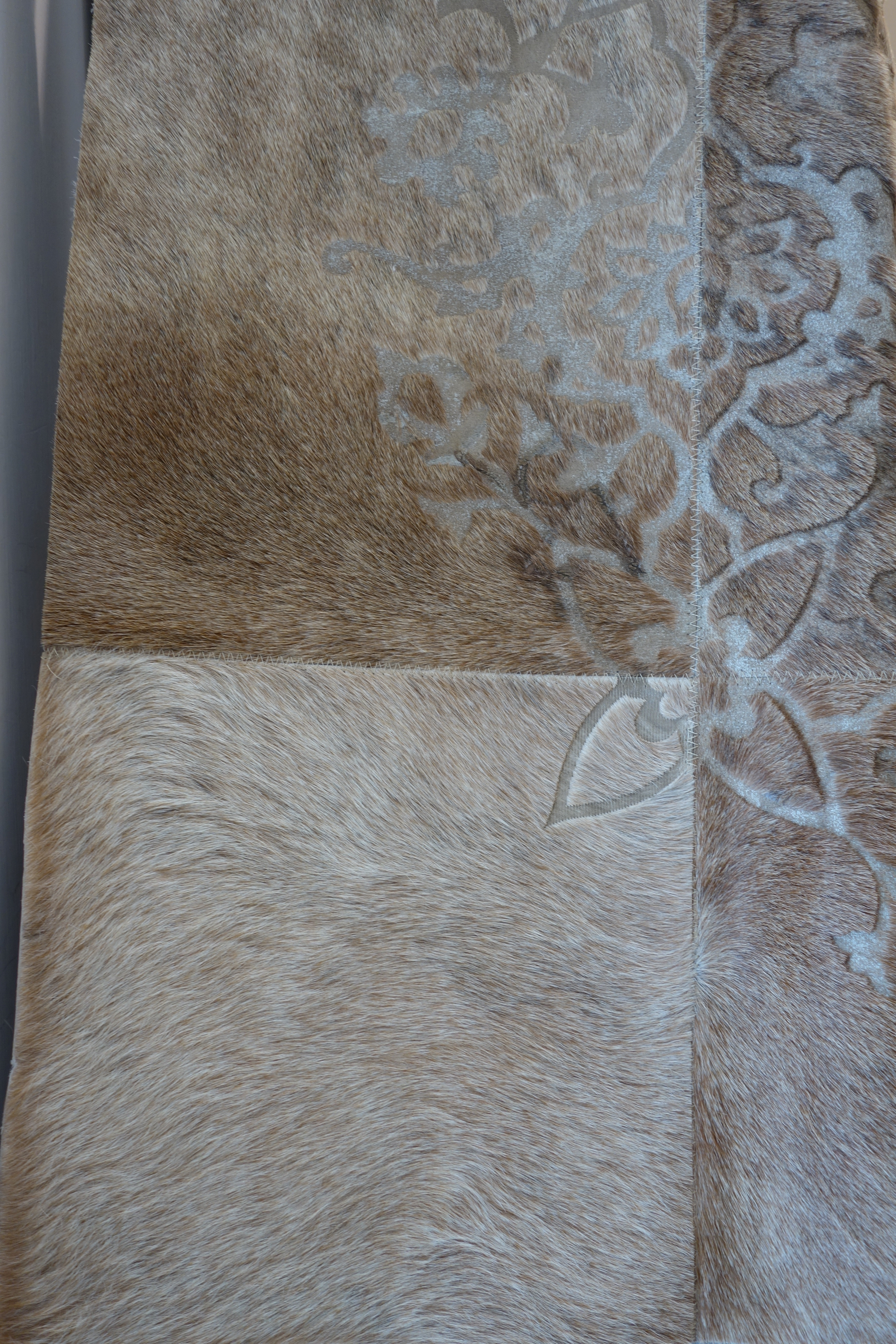
Rindsfelldecke mit gelasertem Muster (Teilansicht, 2019)

Bekleidung aus Kalbfell
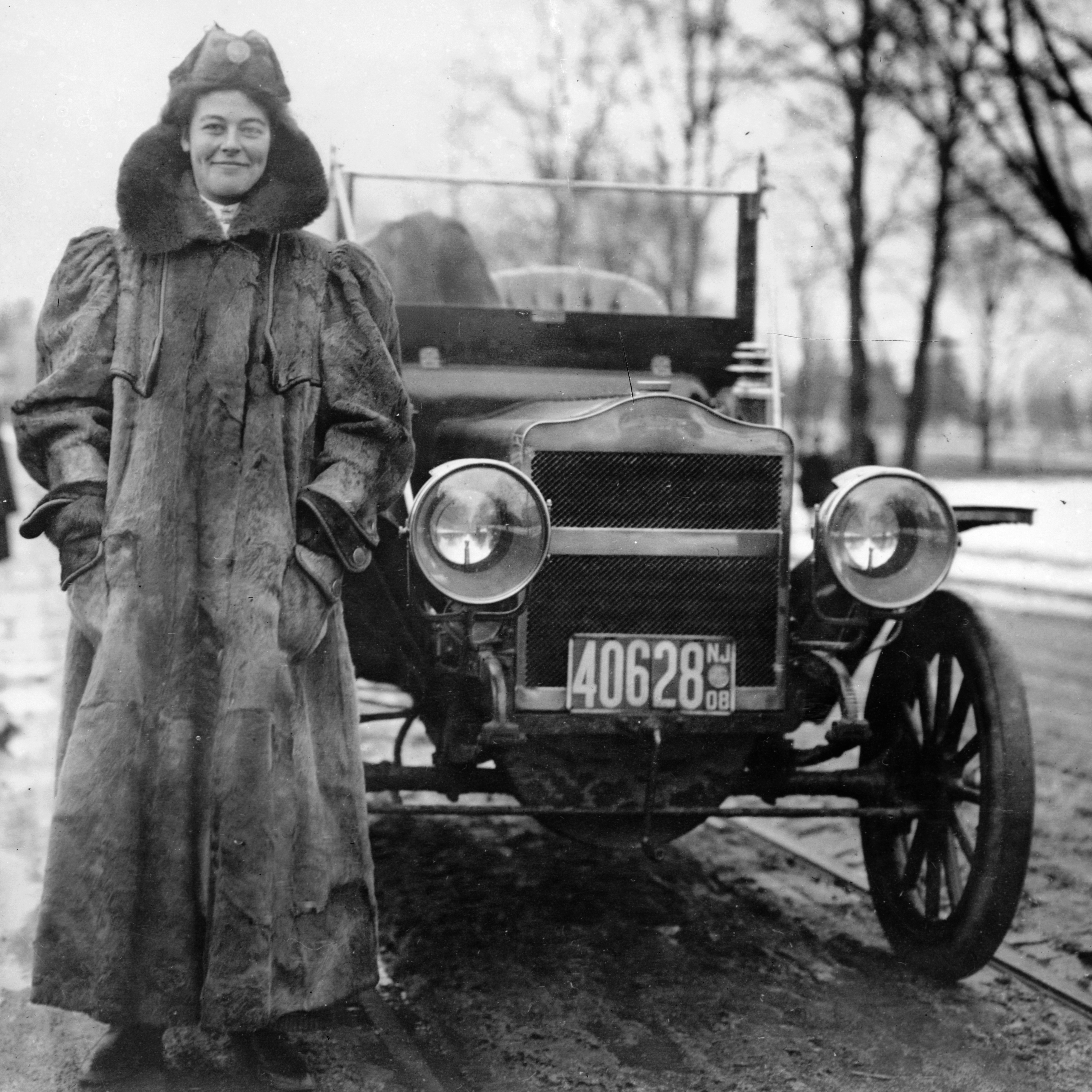
Alice Ramsey (1886–1983) im Kalb-Automobilistinnen-Mantel
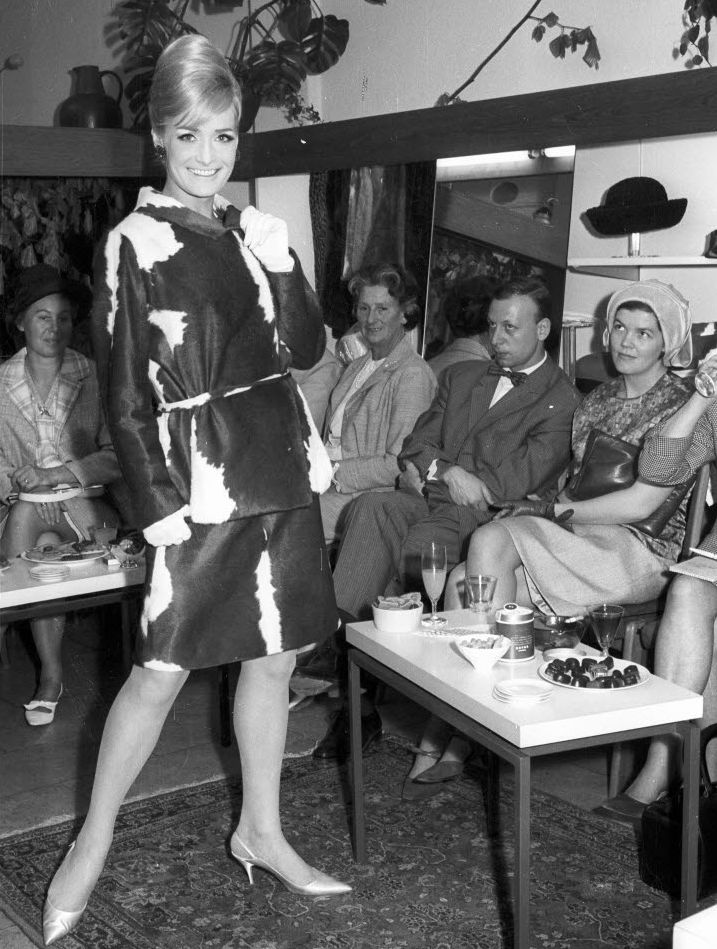
Naturfarbenes Kalbfellkostüm (Design: Hugo Mill & Co., Kiel, 1966)

### Hausyak

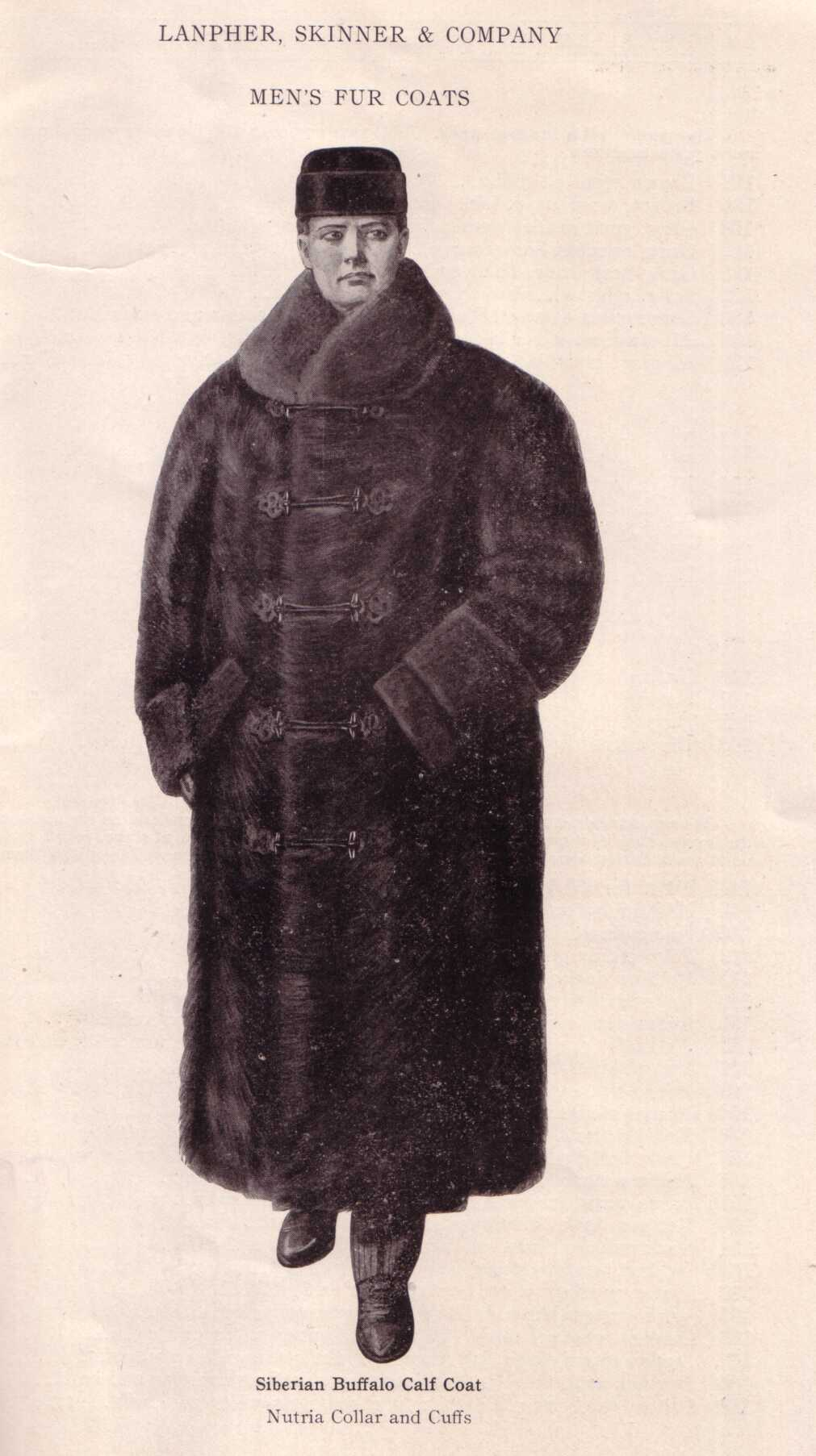
Herrenmantel aus „sibirischem Büffelkalb“ (1906)

Hausyaks sind in Asien weiter verbreitet. Sie werden im Pamir-Gebirge, in Tian Shan und Südaltai gezüchtet, kommen in der Mongolei, den westlichen Teilen Chinas mit Tibet und Nepal vor. Die Domestikation begann etwa im 1. Jahrtausend vor unserer Zeitrechnung. Wildyaks leben heute nur noch in den Hochebenen Tibets, sie stehen unter strengem Schutz.
Die Kopfrumpflänge von Häuten erwachsener männlicher Wildtiere beträgt 280 bis 325 Zentimeter, der weiblicher Tiere 200 bis 220 cm, Hausyaks sind kleiner. Die Fellfarbe ist dunkel- bis schwarzbraun. Auf der Oberseite des Kopfes befindet sich ein breiter Aalstrich. Der Rücken sowie die Maulpartie sind in der Regel etwas aufgehellt.
Die weichen Felle der Yakkälber eignen sich für die Pelzherstellung, die Häute erwachsener Tiere sind dagegen dafür zu grob. Der Yak ist die einzige Rinderart, die über ein mehrschichtiges Haarkleid verfügt. Es werden ein festeres Deck- oder Langhaar, eine gröbere Wolle und ein feines, spinnfähiges Unterhaar oder Feinwolle unterschieden. Die Haare ausgewachsener Yaks, insbesondere die langen Schwanz-, Schulter- und Rumpfseitenhaare, werden versponnen und zu Decken verarbeitet, aus dem Haar der Jungtiere wird Wolle für Bekleidung hergestellt. Die langen Deckhaare an Brust, Schwanz und Bauch werden beim Yak auch als Rosshaar bezeichnet, da sie Ähnlichkeit zu den Haaren an Schweif und Mähne von Pferden haben. Sie sind allerdings deutlich weicher als bei Pferden. Die Länge der Behänge am Oberarm beträgt bei Wildyaks etwa 40 Zentimeter, am Bauch sogar 70 bis 80 Zentimeter. Grobe Wollhaare mit einer Länge von 5 bis 13 Zentimetern sind über das ganze Fell verteilt. Als dritte Haarart findet sich Feinwolle in allen Körperregionen, sie macht über 80 Prozent der Behaarung aus. In den Fellseiten sind beispielsweise pro Quadratzentimeter 220 Grobhaare und 800 Feinwollhaare. Kopf, Nacken und der Rücken sind verhältnismäßig kurzhaarig. Der Schwanz ist von der Wurzel an langbehaart. Die Stirnhaare sind lockig gedreht. Die Kälber mit ihrem weicheren Haar haben kein Gehänge. Beim Haarwechsel verliert der Yak überwiegend das Wollhaar. Der Ausfall beginnt am Hals und setzt sich an der Rücken- und Bauchregion fort.

## Bison und anderes Wildrind

### Bison bzw. Büffel

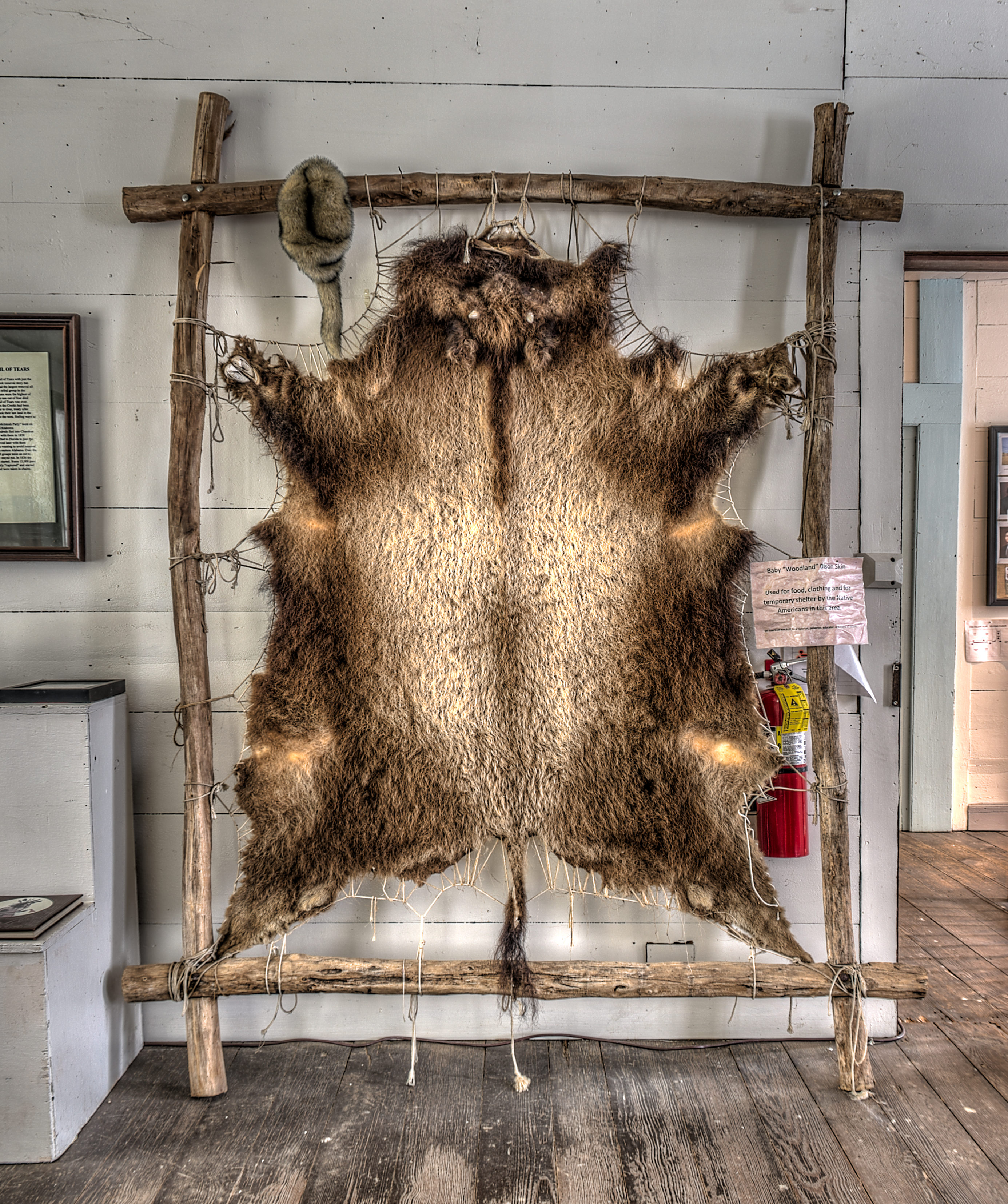
Fell eines jungen „Woodland“-Bisons (Indian-Springs-Hotel-Museum, 2020)
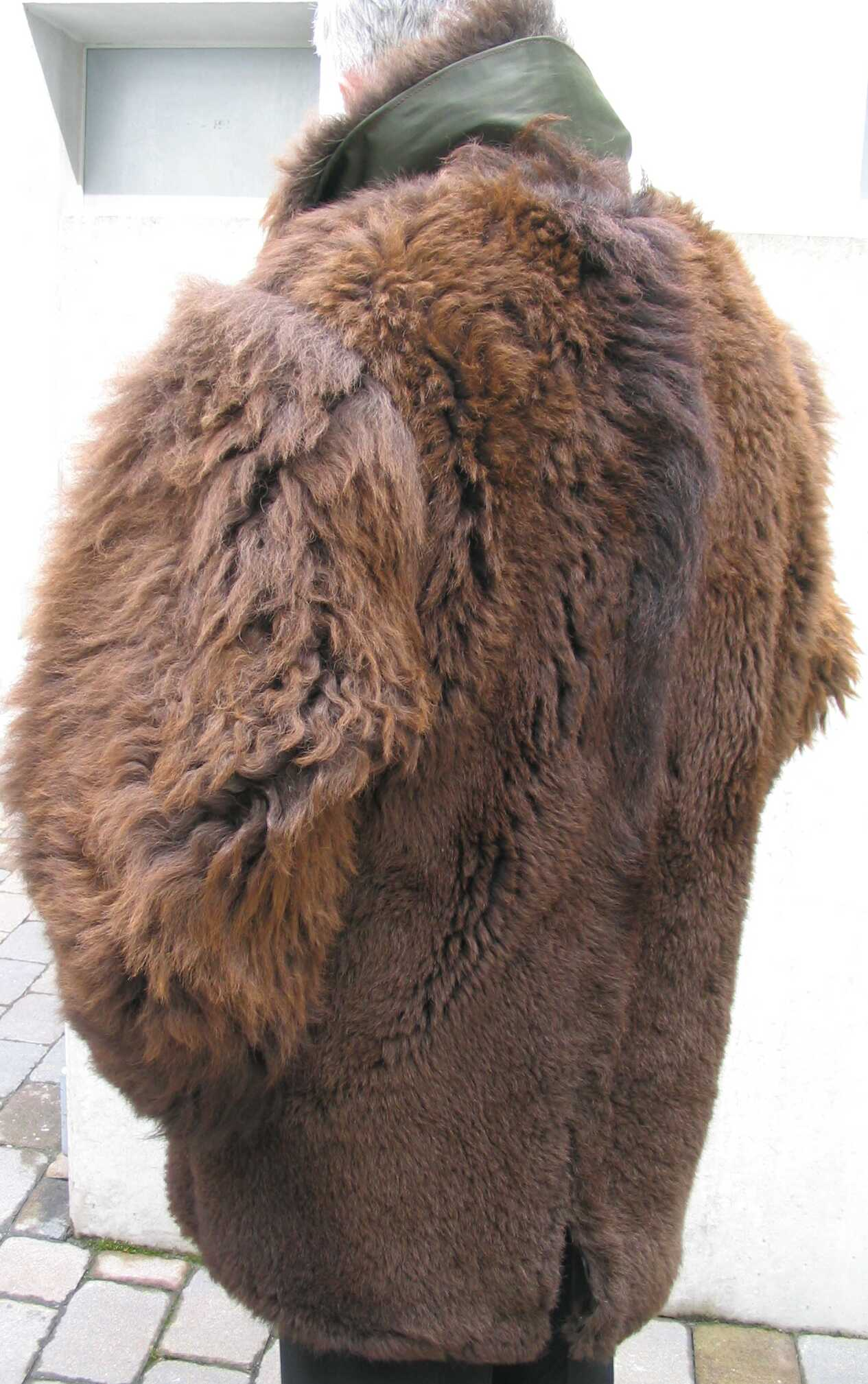
Bison-Herrenjacke, Gewicht 6,2 kg (2008)

- Wenn im Pelzhandel „Büffelhäute“ genannt wurden, war immer das Fell der Amerikanischen Bisons gemeint (in Amerika buffalo robes genannt).[15]

Jagdsprachlich werden die Felle des Schalenwilds als Decken bezeichnet. Die Decke des Bisons ist weicher im Leder als eine Rindshaut, die Wollbehaarung ist fein und seidig. Daher eignet sie sich im Gegensatz zu den Fellen der meisten anderen Rinderarten zur Pelzverarbeitung. Die besten Felle fallen im Herbst nach der Ausbildung der Winterwolle an.
Die Körperlänge dieses größten amerikanischen Säugetiers beträgt bis zu 3 Metern. Der überentwickelte Vorderkörper wird noch durch die mähnenartige Behaarung zusätzlich hervorgehoben: Kopf, Hals, Schultern, Widerrist und Vorderbeine haben bis zu 50 Zentimeter lange Haare und bilden auf der Stirn zwischen den Hörnern große Wülste, die nach vorn kippen. Sie sind am Bart und an der Wamme als Hängemähne ausgebildet und an den Vorderbeinen als Unterarmmanschetten. Die Färbung variiert von dunkelkastanienbraun bis schwarzbraun, sie ist kontrastreicher als beim Wisent. Gelegentlich kommen weiße und graue und gefleckte Felle vor. Die sehr seltenen weißen Bisons galten den Indianern als heilig. Die Bisonwolle ist sehr fein, seidig und mit Grannen vermischt. Eine ungewöhnliche Farbe haben auch die damals mit „silk“ oder „beaver“ bezeichneten Felle (Seiden- oder Biberfelle), sie sind sehr dunkel und das ganze Fell ist gleichmäßiger behaart, deren Haar ist besonders fein und weist einen eigentümlichen Glanz auf. Sie stammen meist von einer Bisonkuh. Diese „Seidenbüffel“ sind noch weicher als weiße. „Black and tan“-Büffelfelle sind einheitlich schwarz, ausgenommen Bauch, Flanken, Schwanzunterseite, Innenseite der Hinterläufe, Kinn und Umgebung des Flotzmauls, diese Fellteile sind rotbraun.
Ein Kennzeichen der Angehörigen verschiedener nordamerikanischer Indianerstämme war der Häuptlingsmantel aus Büffelfell. Wenn als Kopfschmuck der Kopf des Fells benutzt wurde, trug diese Kappe oft noch die Hörner des Tieres, so wie es auch angeblich die alten Germanen mit den Fellen des Auerochsen und des Wisents handhabten. Auf der Lederseite der Mäntel oder Felldecken waren die Taten der Häuptlinge in bewegten Bilden aufgemalt. Weil der Mähnenbuckel herausgeschnitten wurde, sah das Fell wie aus zwei Teilen zusammengesetzt aus. Den Büffelfellen war deshalb meist anzusehen, ob sie von einem Indianer oder von einem Weißen abgezogen worden waren. Der weiße Häutejäger wollte ein möglichst großes Stück Leder erhalten und schnitt das Fell deshalb nur am Bauch auf. Der Indianer legte auch entlang der Rückenkante einen Schnitt. Diese beiden Hälften nähte er, nachdem er den Buckel herausgeschnitten hatte, wieder zusammen. An dieser Mittelnaht sind die Arbeiten der amerikanischen Ureinwohner leicht zu erkennen. Die Indianer stellten neben Häutlingsmänteln und anderer Kleidung Decken, Kanu- und Zeltüberzüge daraus her.
Die Indianer bezogen die Gerippe ihrer Kanus mit Büffelhäuten, die Schwänze nutzten sie als Fliegenwedel. 1863 war der Handel zwischen den Ureinwohnern und den Weißen mit Büffelfellen enorm. Häute und Felle waren Stapelware. Jedermann hatte ein oder mehrere Felle, tausende wurden zu Mänteln verarbeitet. Mit dem Haar nach innen gearbeitete Büffelfellstiefel gehörten zur allgemeinen Kleidung. Ein Fell erbrachte den Einwohnern 3 bis 10 Dollar, bemalte und mit Ursonstacheln (vom Stachelschwein) bestickte Felle 50 bis 100 Dollar; der Lohn bestand allerdings oft in Naturalien anstelle Dollar. Siedler und Soldaten Nordamerikas waren der Ansicht, dass ein Bisonfell mehr wärmt als vier Wolldecken. So wurde das Fell vielfach zu Mänteln für die amerikanischen Truppen verarbeitet. Die aus Bisonhaar gesponnene Wolle wäre so fein gewesen wie englische Schafwolle. Allerdings war sie sehr schwer zu gewinnen, war doch das Haar sehr verfilzt. Außerdem waren die Grannen sehr kratzig und sie zu entfernen war sehr aufwändig. Die Indianerinnen spannen und verwebten die Wolle für verschiedenste Zwecke. Während des Krimkrieges (1853 bis 1856) bot auch der englische Hofkürschner John Nicholay, unter dem Kontrakt der Regierung, für die Frontsoldaten amerikanische Büffelmäntel an, das Stück zu 20 Shilling.
Nach der Erfindung des, damals meist offenen und immer unbeheizten Automobils kam als eine Notwendigkeit eine Mode mit sehr üppigen Automobilistenmänteln auf, bevorzugt aus Waschbärfell. Bis in diese Zeit wurden auch Büffelmäntel für Herren und Damen gearbeitet, die von großer Dauerhaftigkeit waren. Außerdem fanden die Felle als prachtvolle Fußteppiche, als Reisedecken und für Feldbetten Verwendung.
Zunehmend mit dem Bau der Eisenbahnen hatte eine verheerende Jagd auf die Bisons begonnen, insbesondere zur Fleisch-, später auch zur Ledergewinnung (Büffelleder für Schuhsohlen und Antriebsriemen für Maschinen), sodass die einmal riesigen Herden von geschätzt 25 bis 30 Millionen Tieren völlig ausgerottet wurden. 1894 lebten in ganz Nordamerika noch rund 800 Exemplare, etwa 200 davon im Yellowstone-Nationalpark als die letzten freilebenden Bisons der Vereinigten Staaten. Ihre Zahl fiel bis auf einen Tiefststand im Jahr 1902 von nur noch 23 Tieren.
Inzwischen gibt es im Mittleren Westen der USA wieder rund 350.000 Bisons, insgesamt sogar etwa eine halbe Million Tiere, sodass die IUCN die Art nur noch als „gering gefährdet“ („near threatened“) führt. Allein der Bison-Bestand im Yellowstone-Nationalpark umfasst zwischen 3500 und 5000 Tiere.
In den Rocky Mountains entstanden Ranches um Bisons zu züchten, teilweise mit mehreren tausend Tieren. Auch verschiedene Indianerstämme der Plains züchten heute Bisons. Der weltgrößte Bestand, gehalten von dem Bisonzüchter Ted Turner, umfasste, vor 2012, 50.000 Tiere.

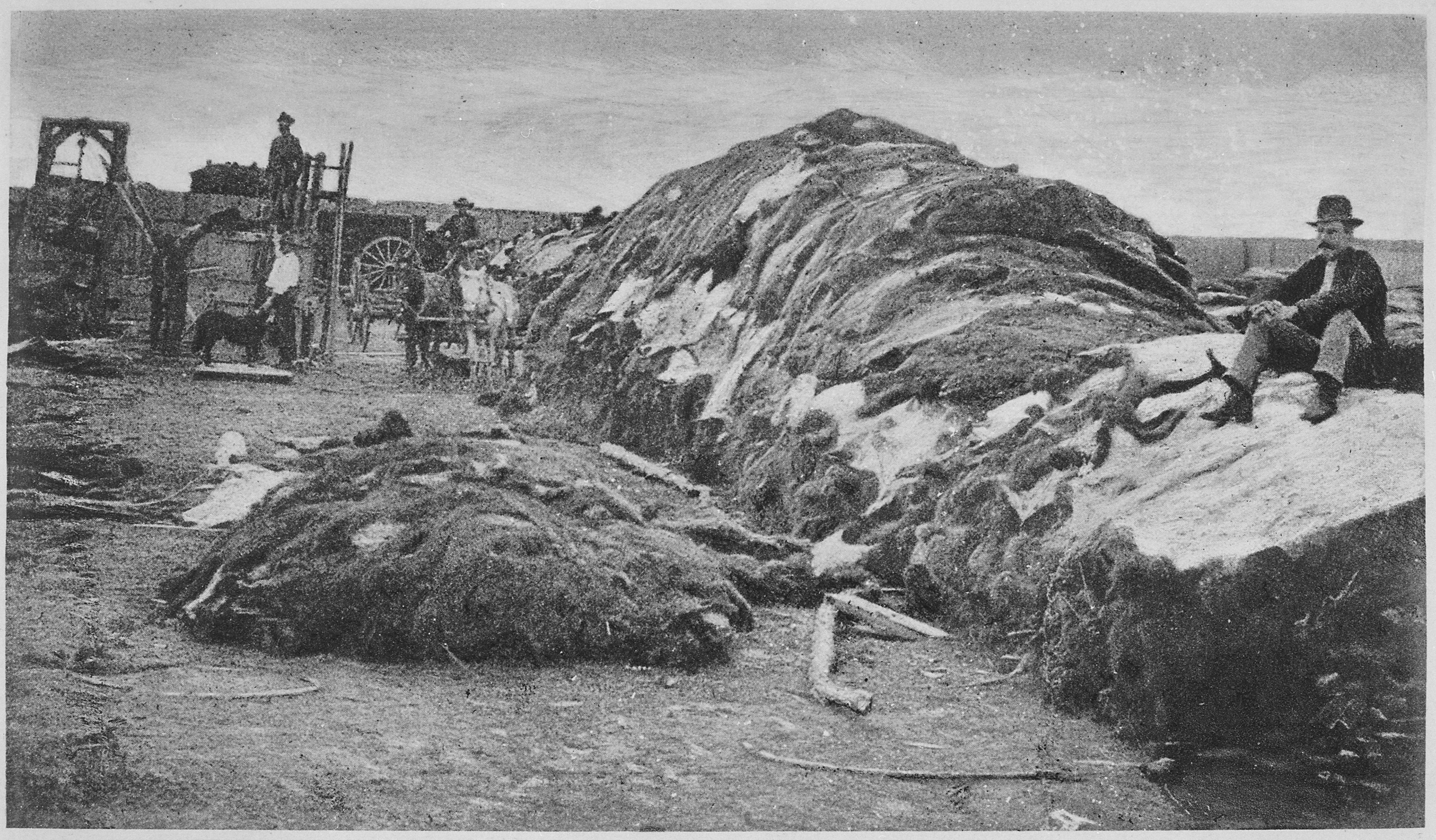
40.000 Häute auf Rath & Wright's Büffelhaut-Hof, Dodge City (1878)
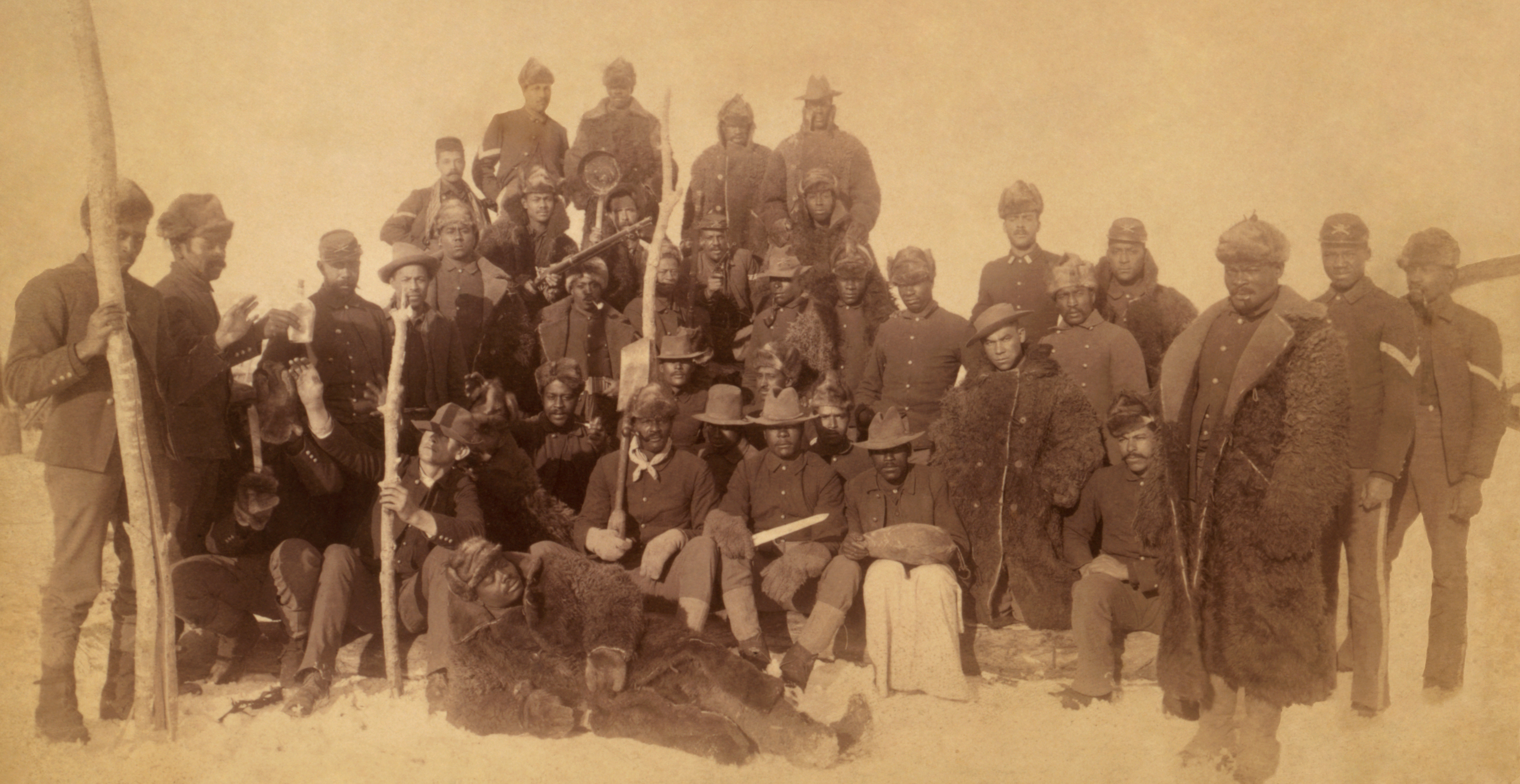
Buffalo-Soldiers; Soldaten in Büffelmänteln (1890)
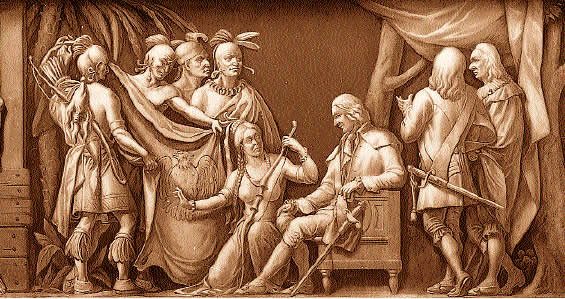
Muskogee-Indianer überreichen ein Büffelfell, dekoriert mit einem Adler, dem Symbol für Liebe und Schutz
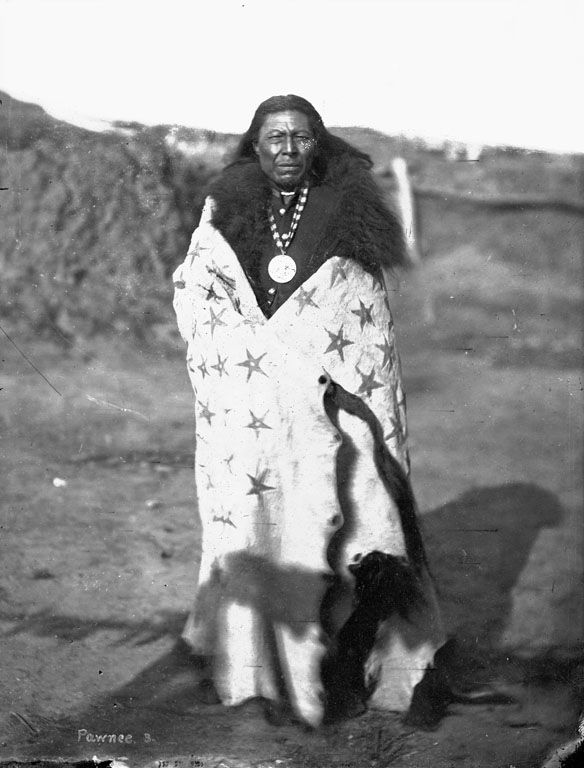
Pawnee-Häuptling mit lederbemalter Buffalo Robe (ohne Datum)
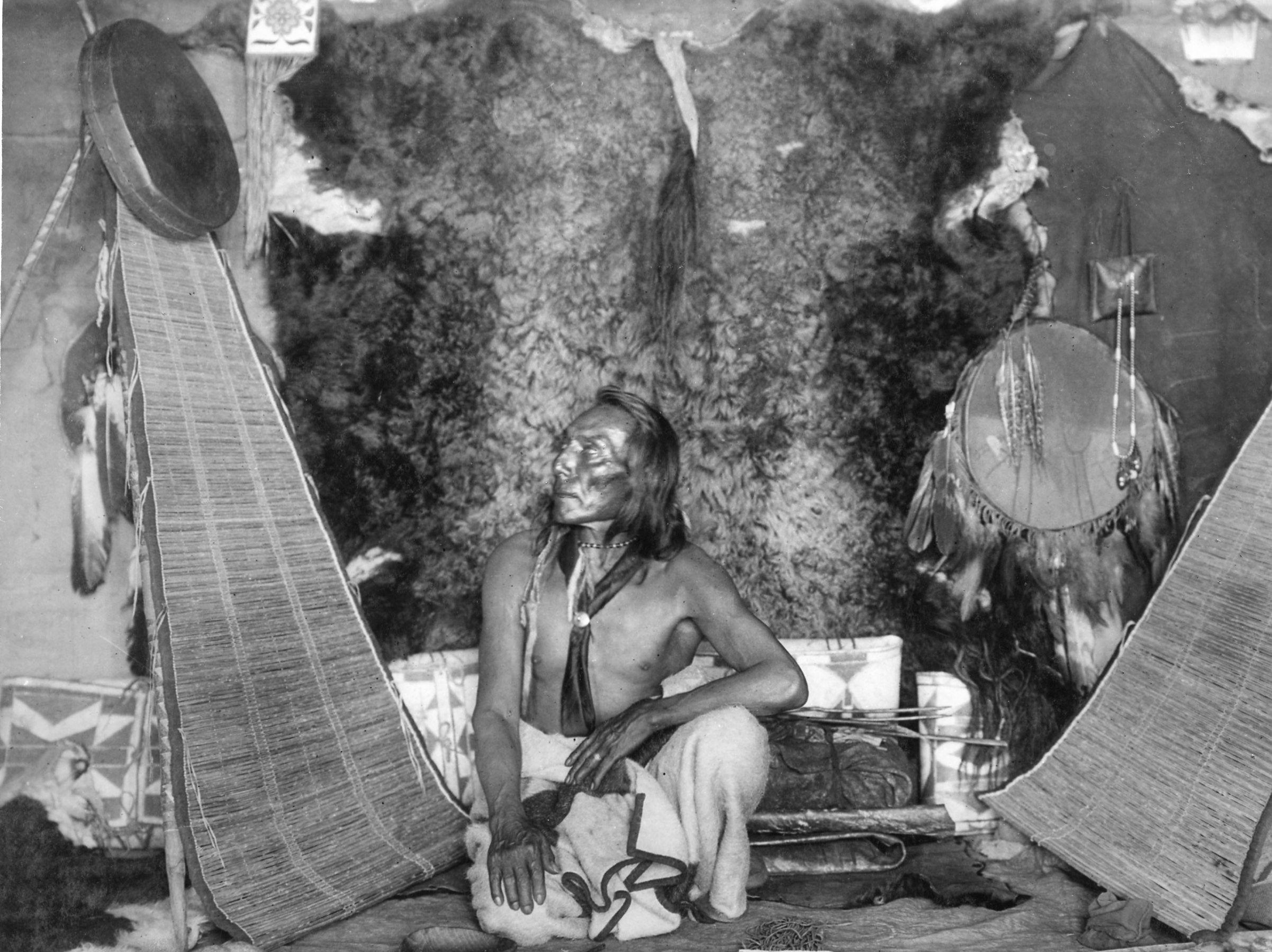
Medizinmann vor einem Büffelfell (ohne Datum)

Nachzeichnungen bemalter Büffelroben nordamerikanischer Indianer
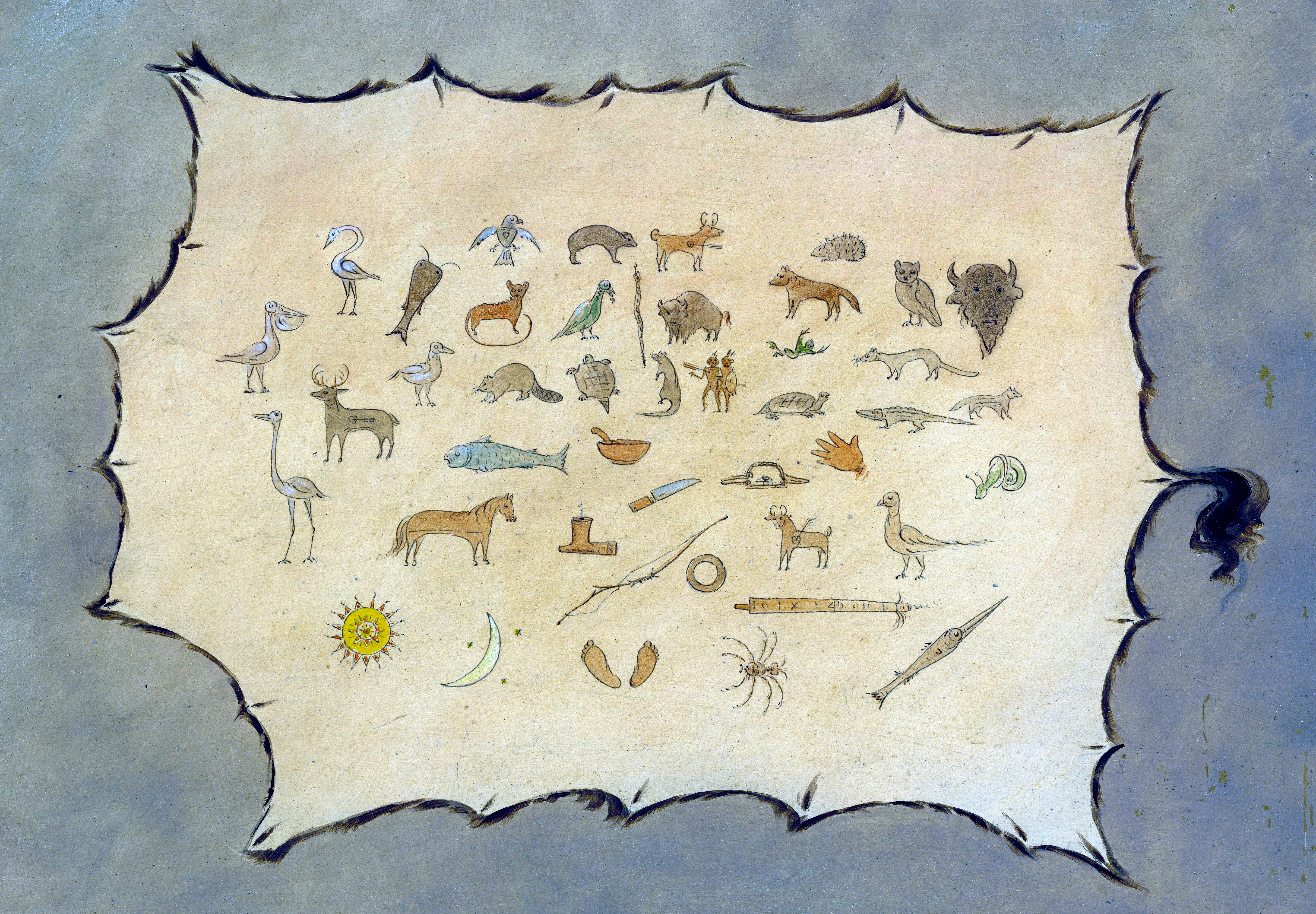
Anishinabe
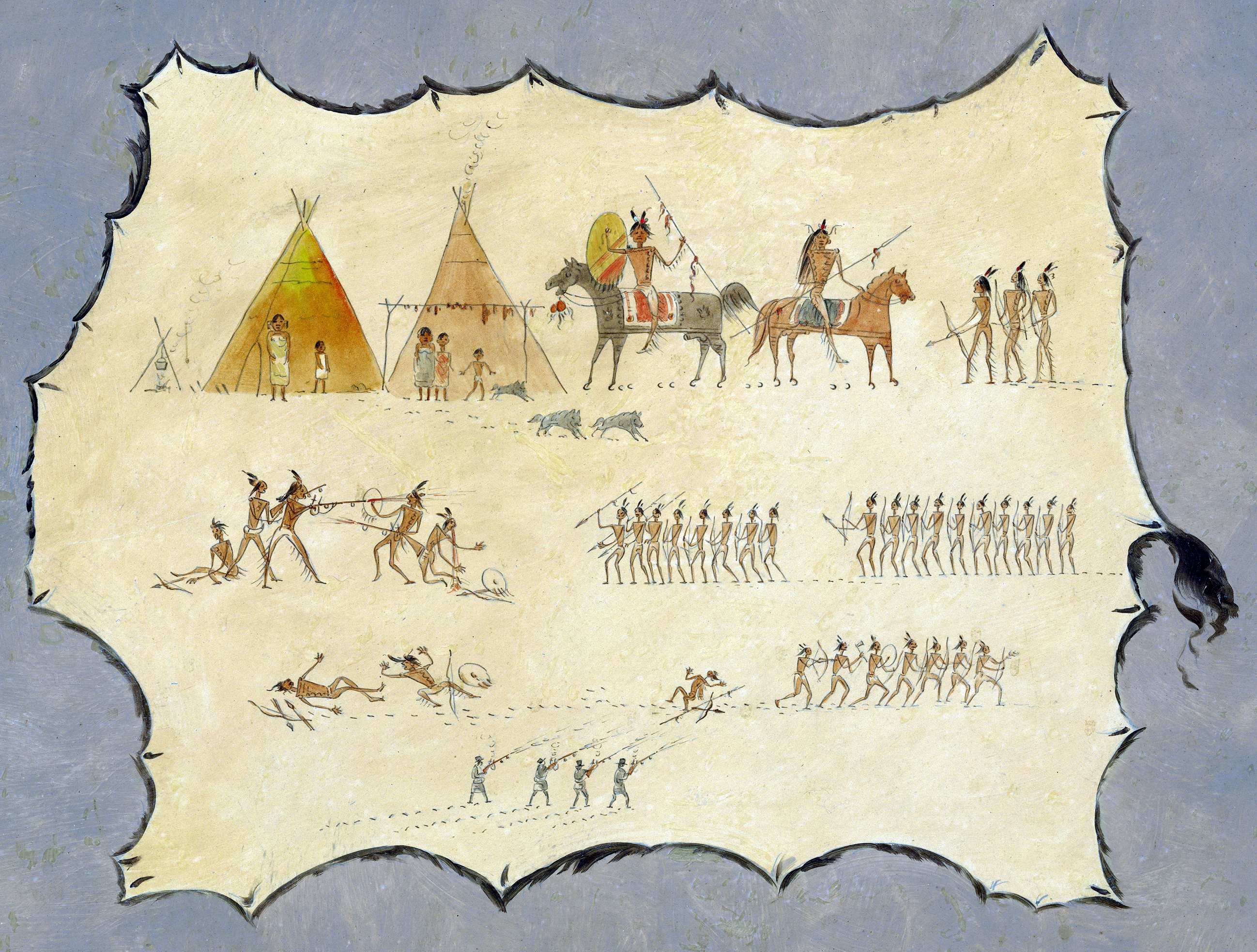
Cheyenne
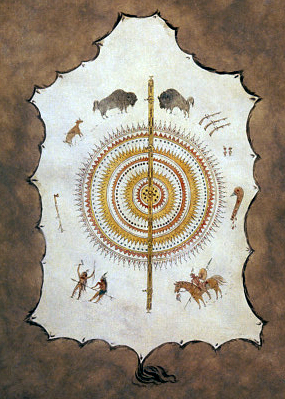
Mandan
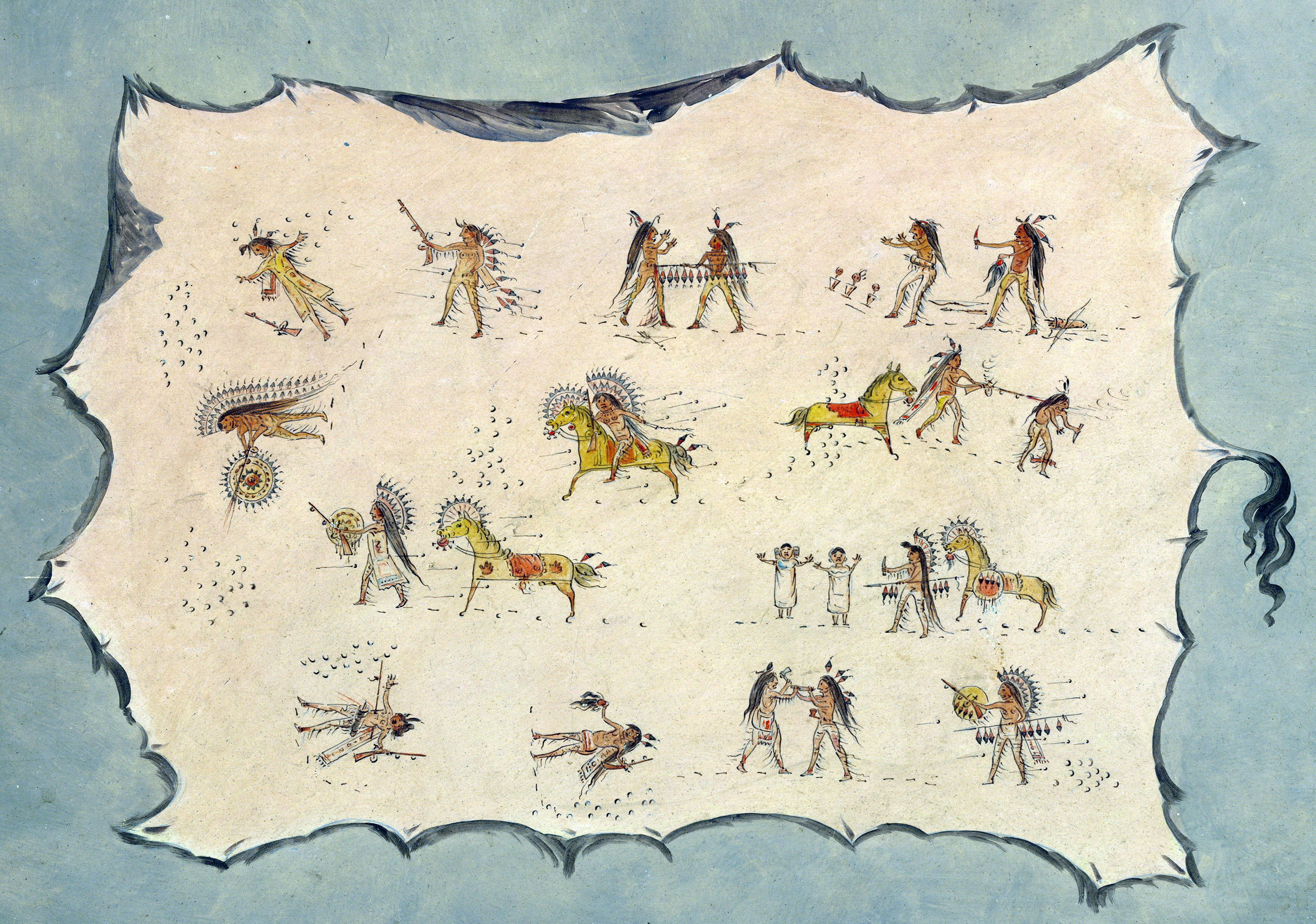
Mandan
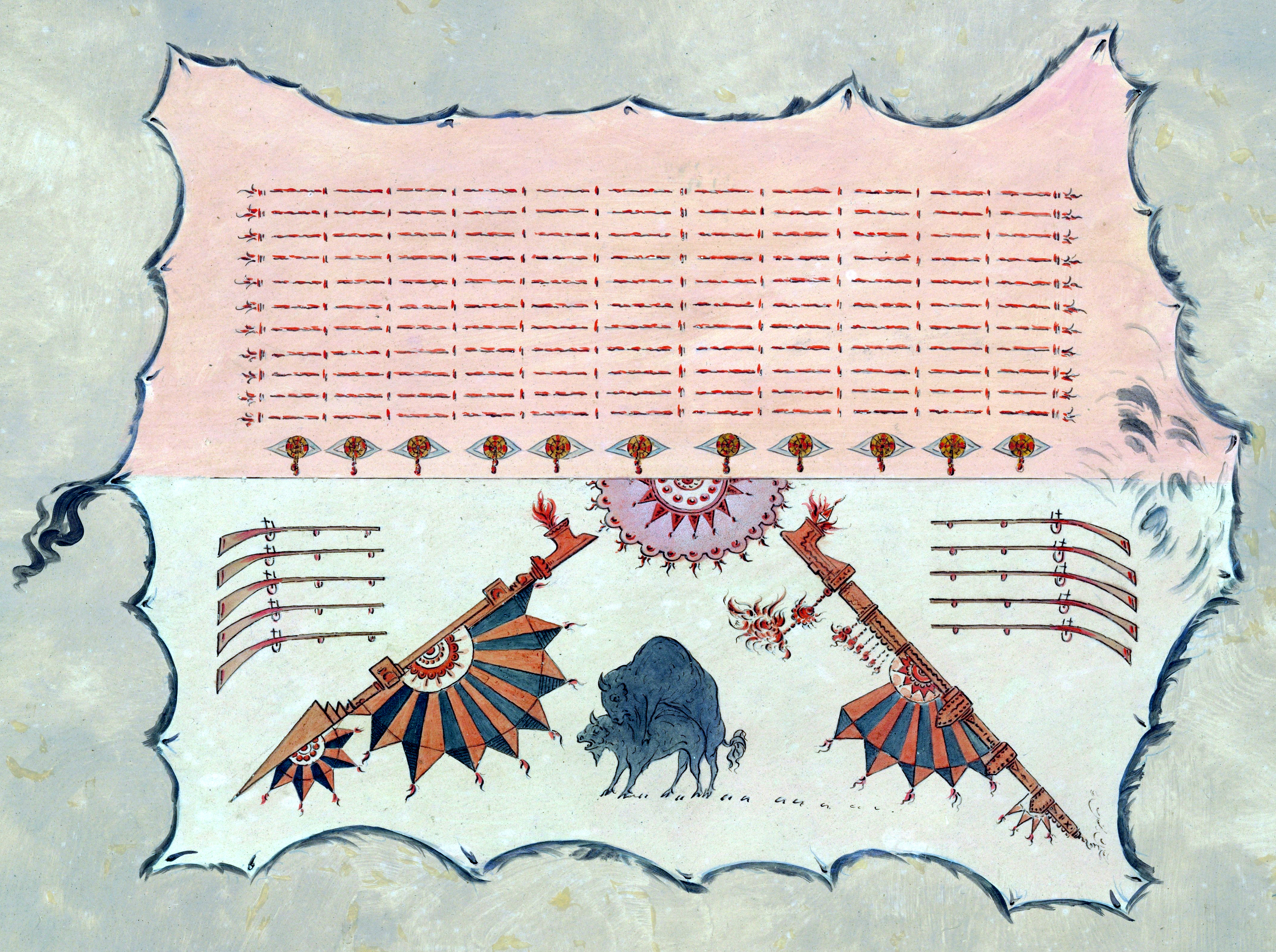
Omaha
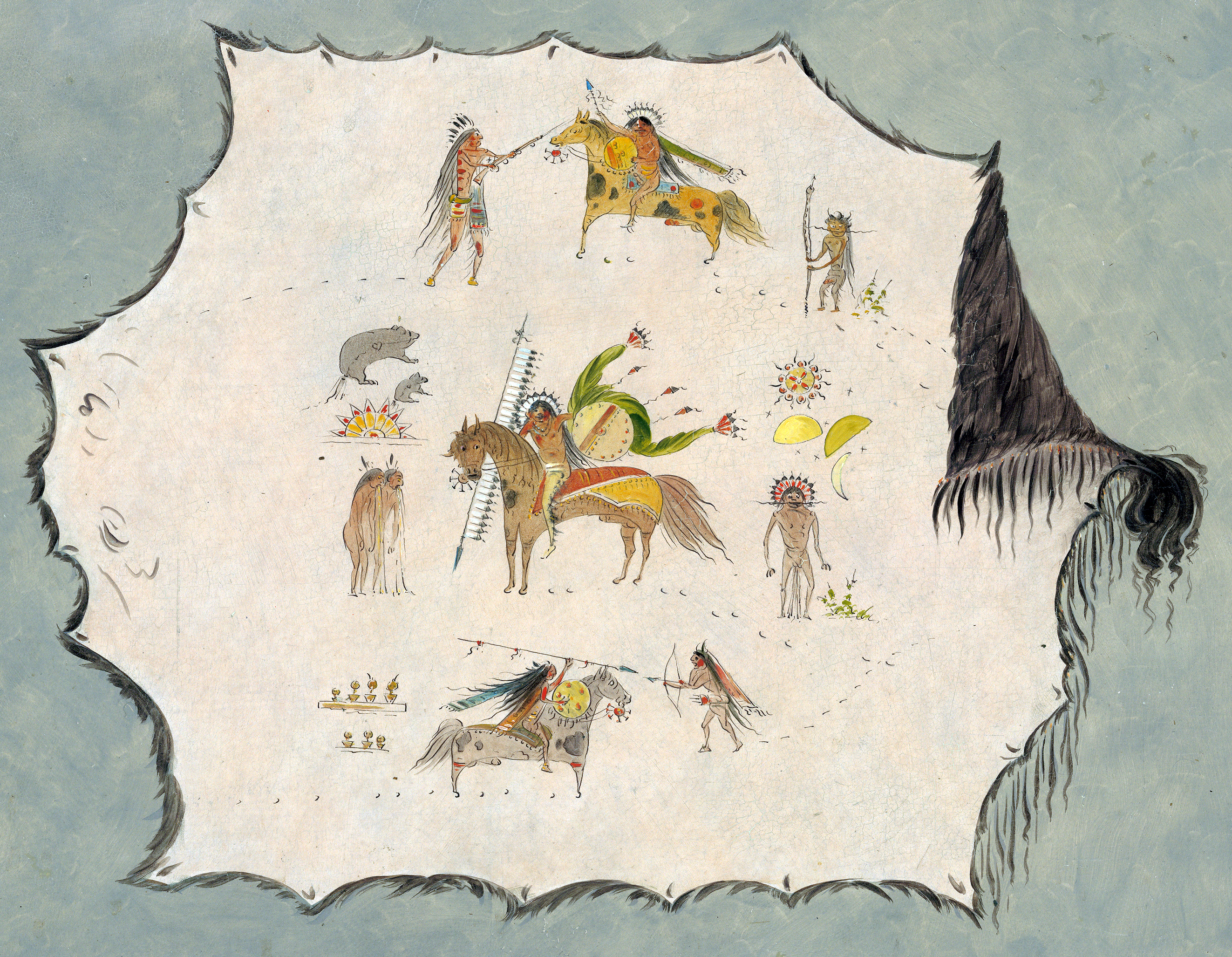
Pawnee

### Moschusochse

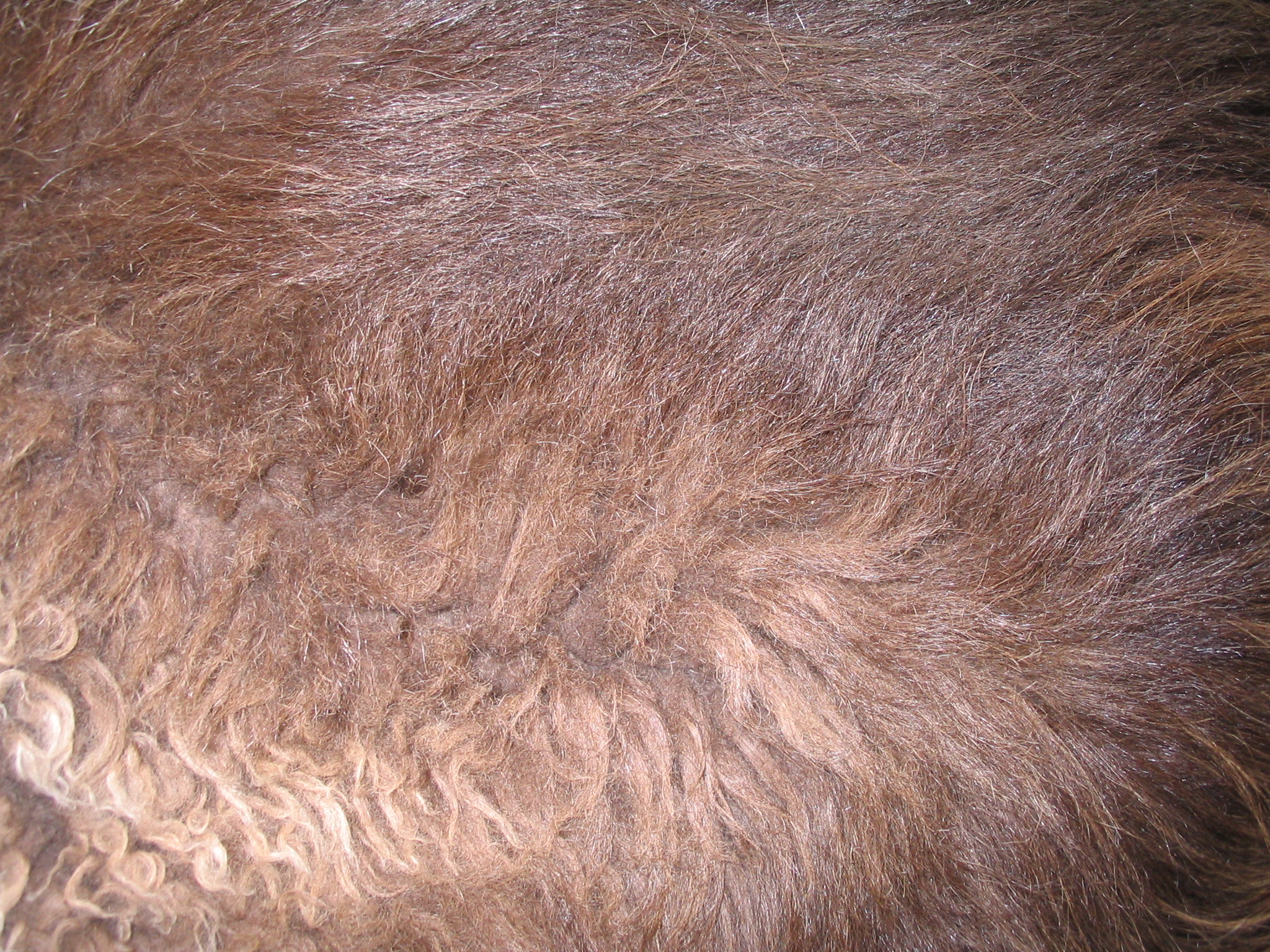
Moschusochsenfell (Alaska)

Nordamerikanische Moschusochsen wurden wegen des Fleisches stark bejagt, das Fell diente meist nur als Lagerdecke. Im Handel war es immer recht selten, schon bedingt durch das Vorkommen der Tiere in den sehr abgelegenen Gebieten des hohen Nordens. Nur die Hudson’s Bay Company brachte jährlich eine kleine Menge in den Handel (vor 1911).
Das lange, dichte Fell der Moschusochsen ist aus mehreren unterschiedlichen Haararten zusammengesetzt und reicht fast bis zu den Hufen hinunter. Vor allem das sehr dichte Winterfell lässt die Tiere massig erscheinen. Gegen Ende des Winters ist dieses Haar ausgeblichen und die Fellfarbe überwiegend gelbbraun statt dunkel- bis schwarzbraun. Am Sattel und an den Füßen kommen auch hellbeige bis gelbbraune Haarfarben vor. Einzelne Tiere und auch manche Populationen haben helle Haare auch im Gesicht. Ältere Tiere sind generell etwas heller gefärbt.
Am Haaruntergrund liegt ein dichtes, 5 Zentimeter langes Unterfell aus feiner Wolle. Es bedeckt das ganze Fell, außer einer kleinen Stelle zwischen Nüstern und Lippen. Darüber liegt eine Schicht grober Schutz- oder Grannenhaare, die wesentlich länger (45 bis 62 Zentimeter) sind und vor allem Hinterteil, Bauch, Flanken und Kehle bedecken. Das längste Schutzhaar befindet sich an der Kehle. Der Fellwechsel erfolgt in den Monaten Mai bis Juli. Kälber haben bei der Geburt ein zimtfarbenes Deckhaar und ein Unterfell aus dunkler Wolle. Das längere Deckhaar erscheint erstmals am Ende des ersten Lebensjahres. Die Unterwolle der Moschusochsen zählt zu den feinsten natürlichen Fasern. Sie besitzt ein besserer Isolationsvermögen als Schafwolle und ist so weich wie die Unterwolle der Kaschmirziegen. In Alaska hat man deshalb Versuche unternommen, Moschusochsen als Wolllieferanten zu domestizieren. Aus dem Fell der halbzahmen Tiere wird die Unterwolle von Hand herausgekämmt und zu hochwertigen Schals und Pullovern verarbeitet. Das Haar wird neuerdings versponnen, die Wolle ist seit etwa um 1970 unter der Inuktitut-Bezeichnung Qiviuq beziehungsweise Qiviut im Handel.

### Wasserbüffel
Es wurde auch versucht, Felle des afrikanischen Wasserbüffels zu verwerten. Im Gegensatz zum nordamerikanischen Bison („Büffel“) sind die Versuche wegen des steifen und schweren Leders jedoch fehlgeschlagen.

### Gayal
Der in Süd- und Südostasien verbreitete Gaur ist der größte lebende Vertreter der Rinder. In Form des Gayals ist er von Menschen domestiziert worden. Ein Gaurbulle kann eine Kopf-Rumpf-Länge von 3,30 m, eine Körperhöhe von 2,20 m und ein Gewicht von über einer Tonne erreichen, die Kühe sind etwa ein Viertel kleiner. Die Kopf-Rumpf-Länge liegt bei ausgewachsenen Gauren zwischen 2,50 und 3,30 m, die Schulterhöhe schwankt zwischen 1,65 und 2,20 m und das Gewicht beträgt 600 bis 1150 kg. Die Schwanzlänge dieser Rinderart schwankt zwischen 70 und 100 cm.
Auffallend sind die Halswamme und die mächtigen Muskelgruppen der Stiere, die vor allem im Schulterbereich einen regelrechten Muskelkamm bilden und die riesigen Rinder noch gewaltiger erscheinen lassen. Das kurze Fell ist braun, mit Abstufungen zwischen rötlichen und schwärzlichen Farbschlägen, meist jedoch dunkelbraun oder schwärzlich. Alte Bullen sind meist weitgehend haarlos und fast schwarz. Die Beine sind von den Hand- und Sprunggelenken bis zu den Hufen weiß gefärbt, was ihnen ein gestrümpftes Aussehen verleiht. Die Stirn und der Kamm zwischen den Hörnern ist gräulich-weiß.
Für die Pelzverarbeitung wird es einmal erwähnt. Der kreative New Yorker Kürschner Jacques Kaplan führte einige ungewöhnliche Fellarten in die Pelzmode ein, in seinen Kollektionen findet sich auch der Gayal. Es dürfte sich auch hier um die Häute junger Kälber gehandelt haben.

### Wisent

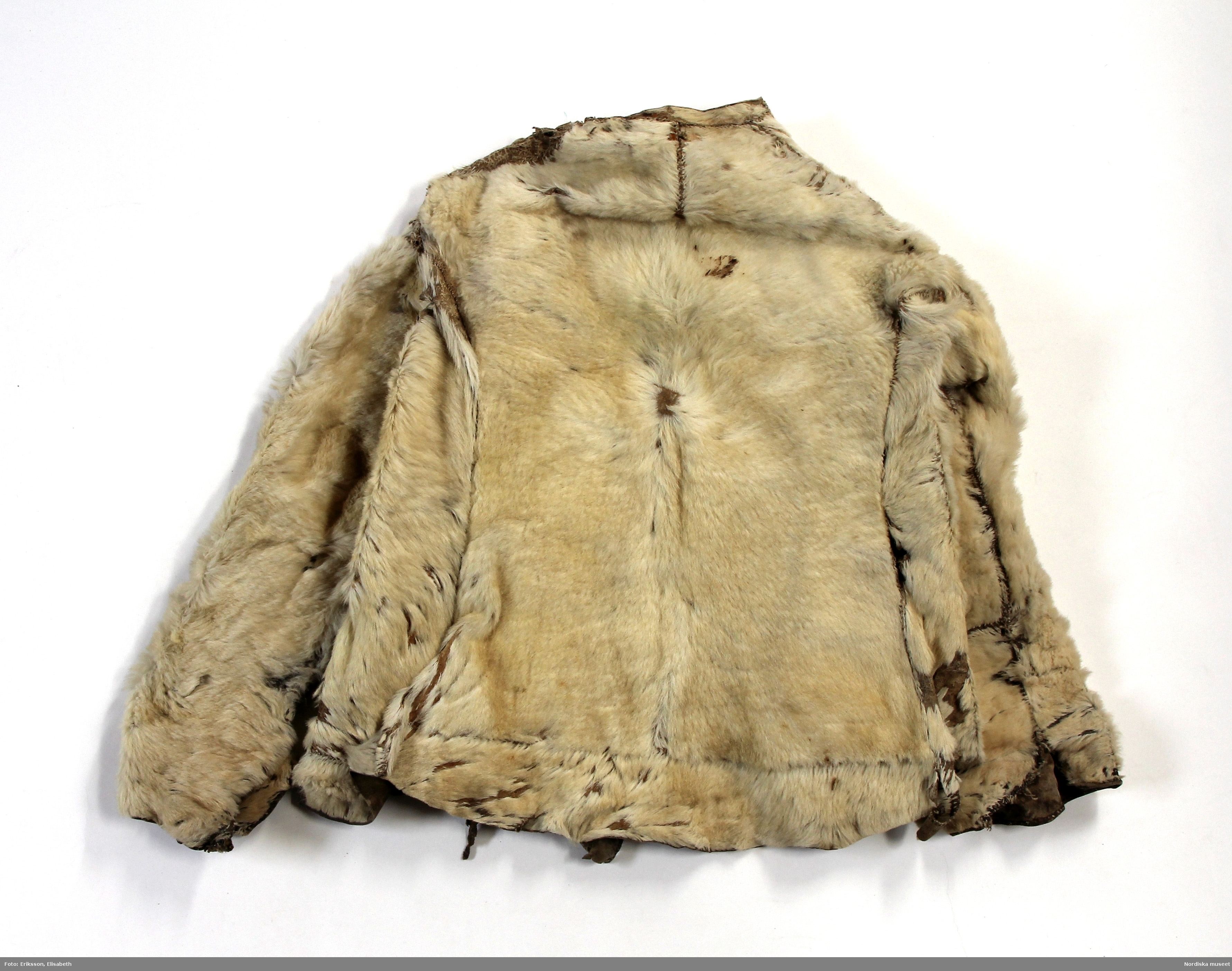
Der typische Haarwirbel. Im Rücken einer abgetragenen schwedischen Kalb-Trachtenjacke (Nordiska Museet)

Das Wisent ist die einzige heute noch lebende europäische Wildrindart. Die alten Germanen verarbeiten die Felle zu Decken und Kleidung. Die beste Fellqualität besteht ab Oktober. Die Wolle lässt sich zwar verspinnen, sie ist aber kratziger als andere Wolle und deshalb eigentlich für Bekleidung wenig geeignet.
Das Fell des männlichen Tieres hat eine Kopfrumpflänge von bis zu 300 Zentimeter, die Felle weiblicher Tiere sind erheblich kleiner. Der etwa 80 cm lange Schwanz weist am Ende eine pinselartige Behaarung auf. Die Fellfarbe ist ganzjährig dunkelbraun, im Sommer jedoch mit Ausnahme des Bartes, der Kopfbehaarung und der Schwanzquaste geringfügig heller. Die Behaarung der Beine ist schwarzbraun. Die Hals- und Schulterpartie ist im Winter leicht graugelblich überflogen.
Die Haare am Vorderkörper (Kopf – ohne Umgebung des Nasenspiegels – Hals, Widerrist, Schulter Brust und Oberteil der Vorderbeine) sind lang, mehr oder weniger gekräuselt und am Kopf zottig. Die längsten Haare befinden sich im Kopfbereich an der Stirn (bis 20 Zentimeter), Schläfen, im Nacken, ferner an der Kehle in Form eines Bartes (37 bis 40 Zentimeter). Die langen Haare der Halsunterseite (18 bis 25 Zentimeter) bis zur Brust bilden einen Behang, an der Halsoberseite bis zum Widerrist eine Art Mähne. Das übrige Fell ist mit anliegendem, kurzen Haar bedeckt, so auch der Schwanz, bis auf die Quaste aus sehr langen Haaren.
Die heutigen freilebenden Bestände des Wisents stammen sämtlich von wieder ausgewilderten Vorfahren ab, in freier Wildbahn waren sie ausgerottet. Sie stehen unter vollem internationalem Schutz.

### Zebu
Aus dem Buckel der Zebu- oder Buckelrinder werden auf Madagaskar Mützen gearbeitet. Anderenorts wird versucht, den Buckel einzuwalken, um ein möglichst großes Lederstück ausnutzen zu können. Getrocknete ostindische Zebuhäute wurden als rohe „Kipse“ („East Indian Kips“) oder als pflanzlich halbgar gergerbte Kipse („Indian Tanned Kips“) versandt.
Aus Indien und Pakistan werden angeliefert: Agra-Kipse, Purnrah-Kipse, Durbungha-Kipse, Dacca-Kipse und Meherpore-Kipse.
Durch Einkreuzung entstandene Posten von Fellen mit Zebu-Buckel kamen aus dem mittleren und nördlichen Brasilien, wie der Handel bedauerte, „leider auch bei der früher so beliebten Javahaut, die früher fast ausschließlich von geradrückigen Rindern stammte.“

## Verwendung, Verarbeitung

Designer-Tasche und -Schuhe aus jaguarbedrucktem Kalbfell (Michael Kors, 2014)
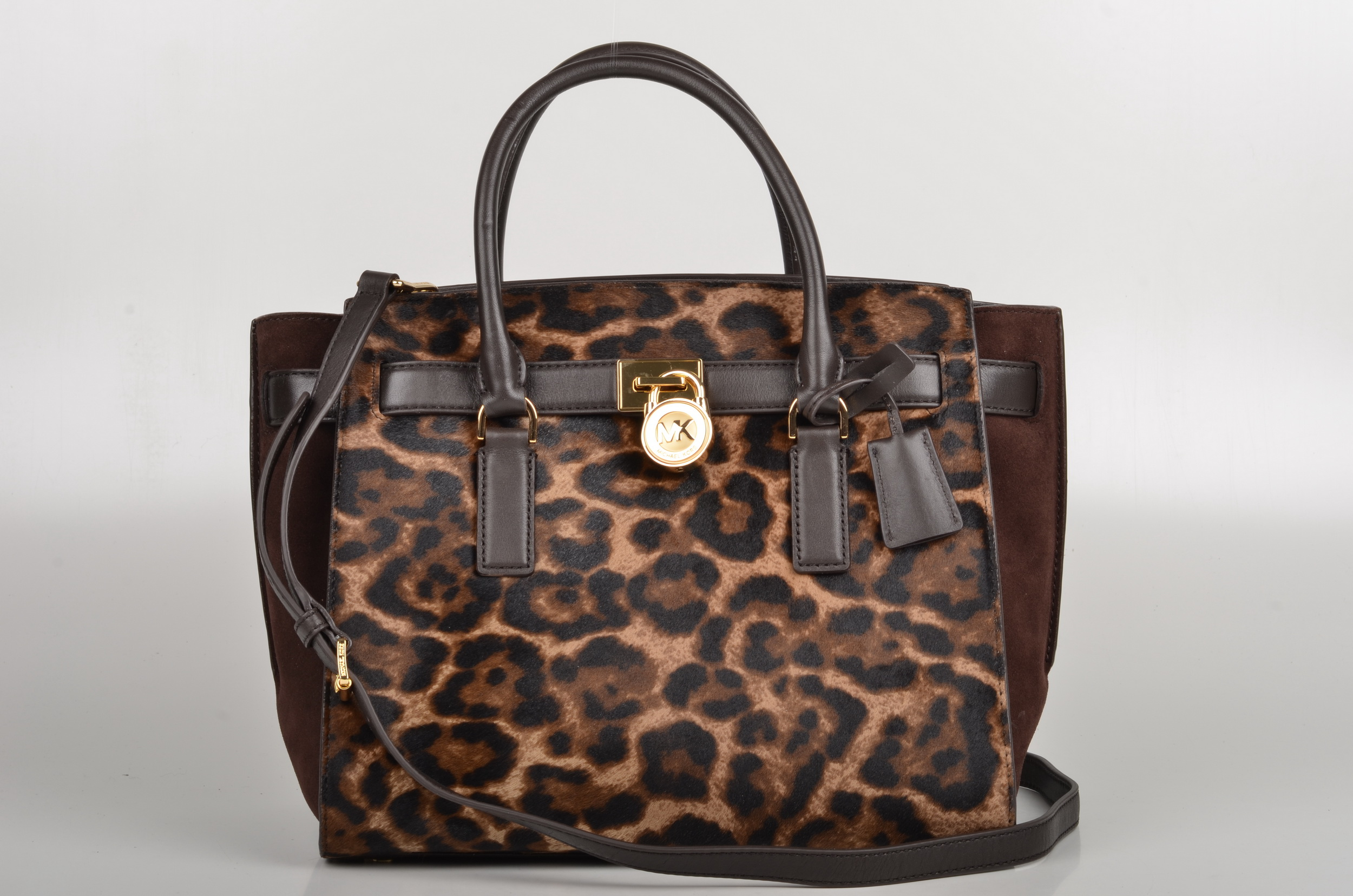
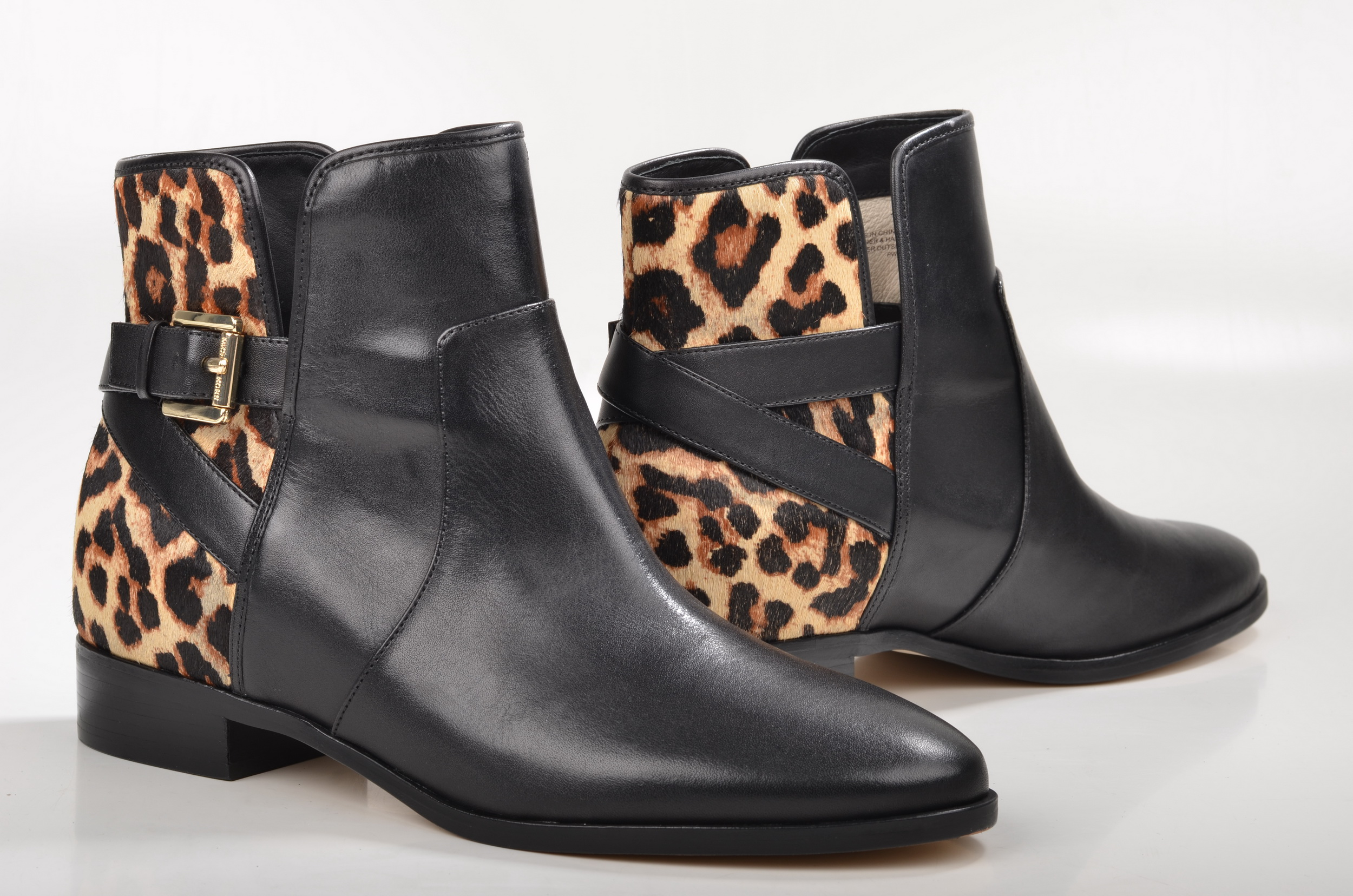

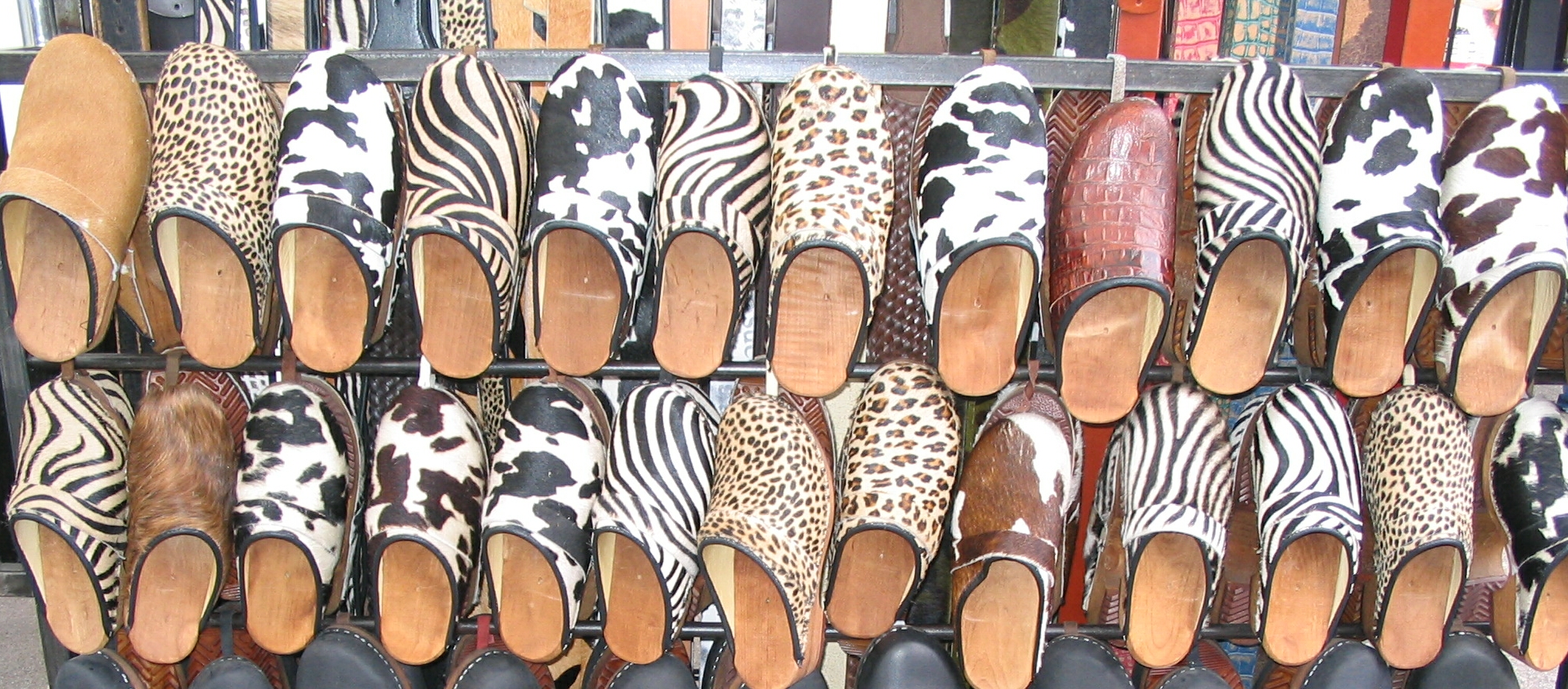
Holzsandalen mit Kalb- oder Rindsfell, teils bedruckt (2011)

Ausgewachsene, vor allem südamerikanische Rindshäute mit guter Farbe und ansprechender Fleckenzeichnung, werden zu Vorlegern, Wandbehängen und Sitzbezügen verarbeitet.
Kalbfelle werden naturell, gebleicht oder gefärbt für Jacken, Mäntel, Westen, Capes, Hüte, Taschen, Etuis und ähnliche Kleinutensilien sowie für Wohnaccessoires verwertet. Naturbelassen werden besonders die in der Fleckung schön gezeichneten Felle, wie sie vor allem von dem schwarzbunten Niederungs- und reinweißen Simmenthaler-Vieh anfallen.
Ganz besonders gut eignen sich vor allem geschorene Kalbfelle zum Bedrucken. Bevorzugt werden Musterungen, die andere Fellarten imitieren, wie Ozelotfell, Leopardfell oder Zebrafell, manchmal in nachempfundenen, in der Natur so nicht vorkommenden Fleckungen. Aber auch Musterungen aus der Textilindustrie wie beispielsweise Karo- oder Hahnentrittmuster werden übernommen.
Für einen Mantel werden je nach Mode und Modell etwa fünf bis sechs Kalbfelle benötigt. Bei der klassischen Fellverarbeitung werden die Felle zuerst in Zacken- oder Wellennähten ineinander geschnitten („Einschneiden“) oder übereinander genäht („Aufsetzen“), so dass die Fellverbindungen von der Haarseite möglichst nicht erkennbar sind. Nebeneinander werden die Fellstreifen dann mit geraden Nähten oder einer Wellennaht verbunden. Um den dabei entstehende Haarkamm zu verringern, können die Haare vor dem Zusammennähen der Längsnähte mit der Effilierschere oder dem Kürschnermesser gekürzt werden, das Deckhaar darf dabei nicht verletzt werden. Weitaus gebräuchlicher ist derzeit die kostengünstigere Methode, das rechteckige Zusammensetzen der Felle.
Um den Haarabrieb zu verringern und dadurch die Haltbarkeit der Kalbkonfektion zu verbessern, werden die Bekleidungsstücke häufig mit Leder, eventuell auch anderen Materialien, kombiniert. Insbesondere werden die Kanten gepaspelt und Unterärmel und darunter die Rumpfseiten aus Leder gearbeitet. Ergänzende Applikationen, zum Beispiel Gürtel über einem Taillenteil aus Leder, sorgen für eine modische Abrundung der Gesamtoptik.
Eine Besonderheit unter den Bekleidungsstücken aus Rindsfell sind die Pampooties, absatzlose Fell-Schnürsandalen der Iren aus ungegerbten Rindshäuten, die mit den Haaren nach außen getragen wurden. Zumindest noch in der zweiten Hälfte des 20. Jahrhunderts wurden sie von Teilen der irischen Bauern und Fischer selbst zugeschnitten und benutzt. Pampooties haben nur eine kurze Haltbarkeit, meist weniger als einen Monat, jedoch sollen sie vorzüglich dafür geeignet sein, sich auf dem groben Steingeröll der Inseln fortzubewegen. Da das ungegerbte Leder steif wird, wenn die Pampooties nicht getragen werden, müssen sie über Nacht eingeweicht und morgens im feuchten Zustand angezogen werden.
Wegen des relativ geringen Preises und der glatthaarigen Struktur der Kalbfelle werden die bei der Verarbeitung abfallenden Pelzstücken (Köpfe, Klauen, Fellseiten), im Gegensatz zu anderen Fellarten, weniger genutzt. Bei genügendem Anfall und wenn wirtschaftlich sinnvoll werden sie zu Tafeln zusammengenäht und kommen als sogenannte „Stückenbodies“ als Pelzhalbfabrikate in den Großhandel. Die Ohren ausgewachsener Rinder eignen sich zur Pinselherstellung, insbesondere für technische Pinsel (Rindsohrhaar).

Kalbfellverarbeitung
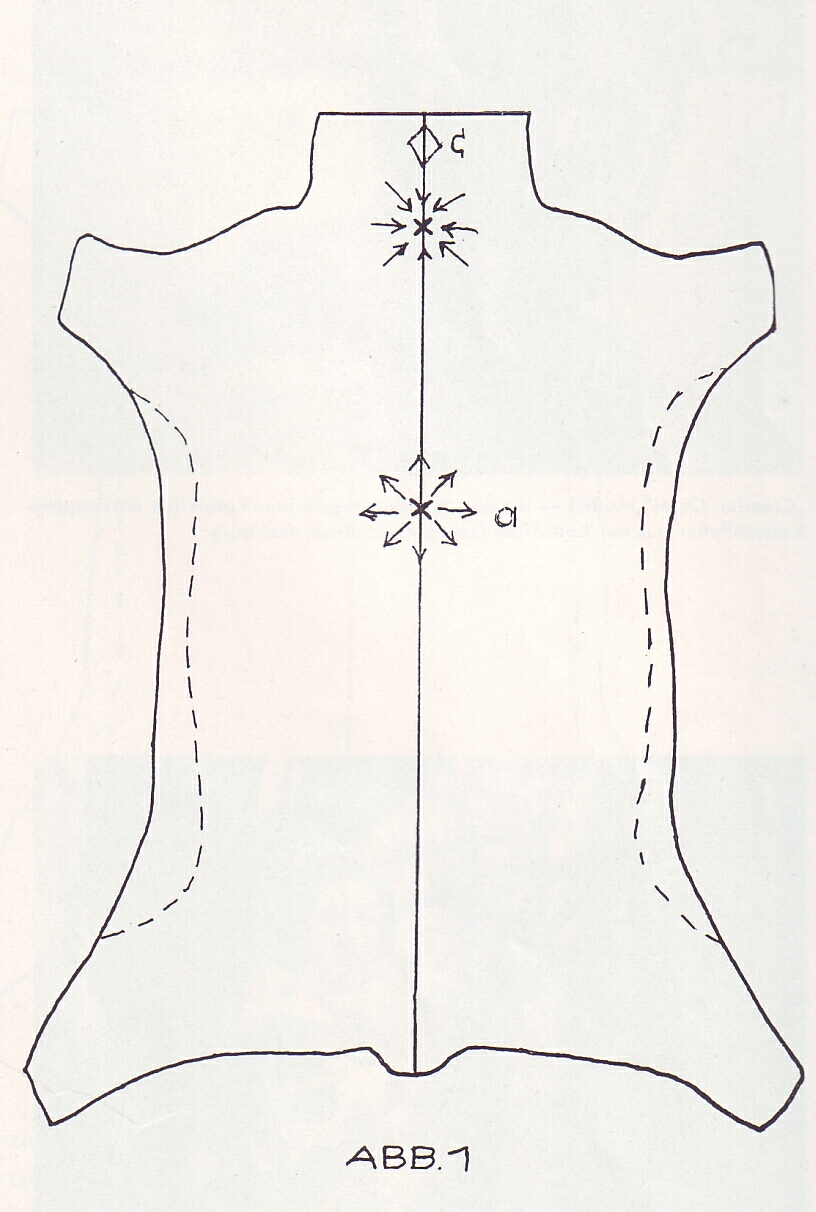
Die meisten Kalbfelle haben zwei Wirbel
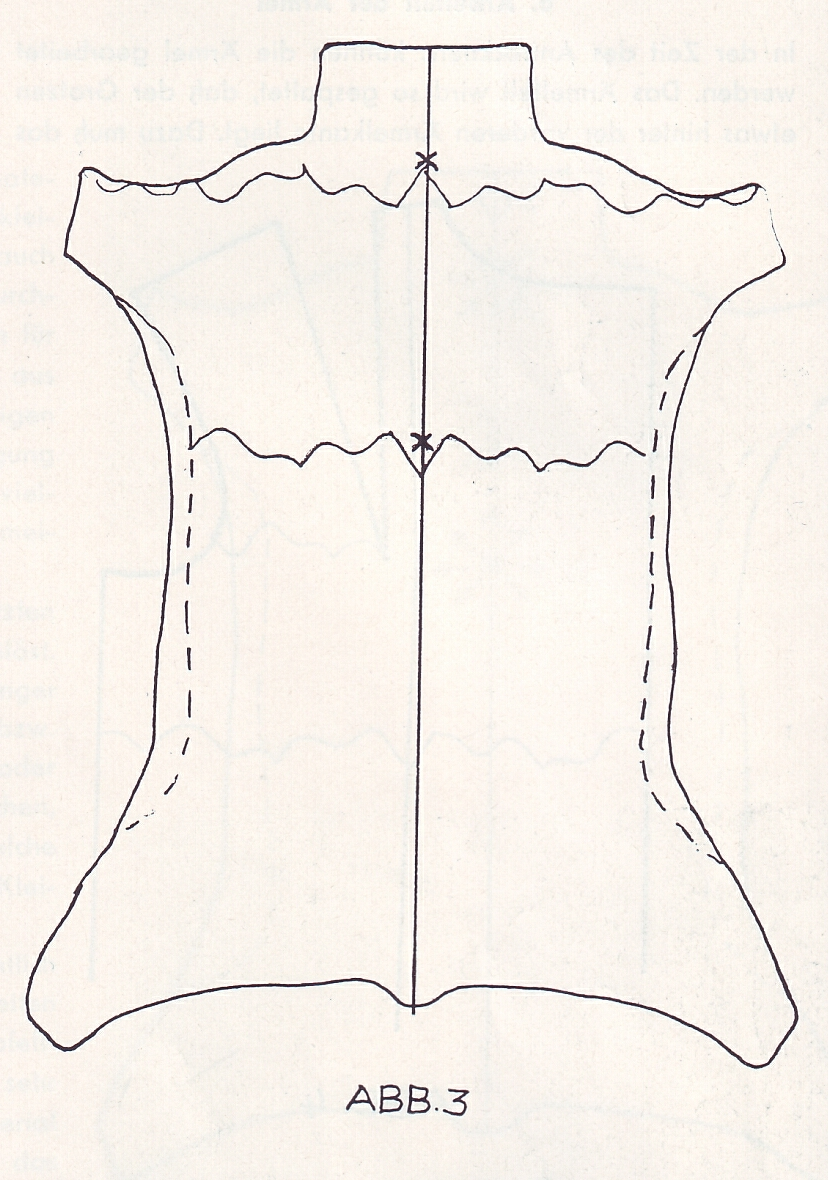
Eine Variante des Wirbeldrehens
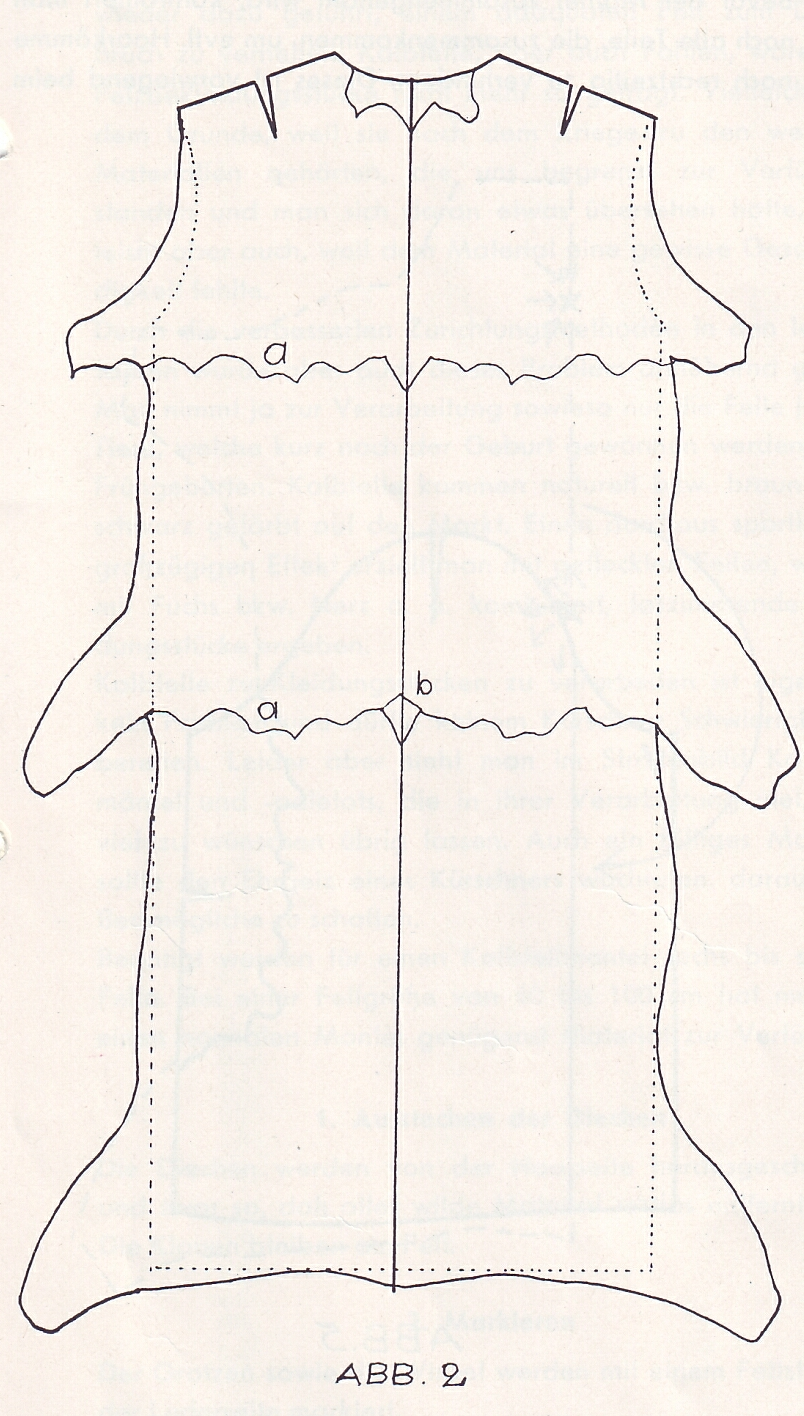
Das Einschneiden der Felle

### Zurichtung (Gerbung)

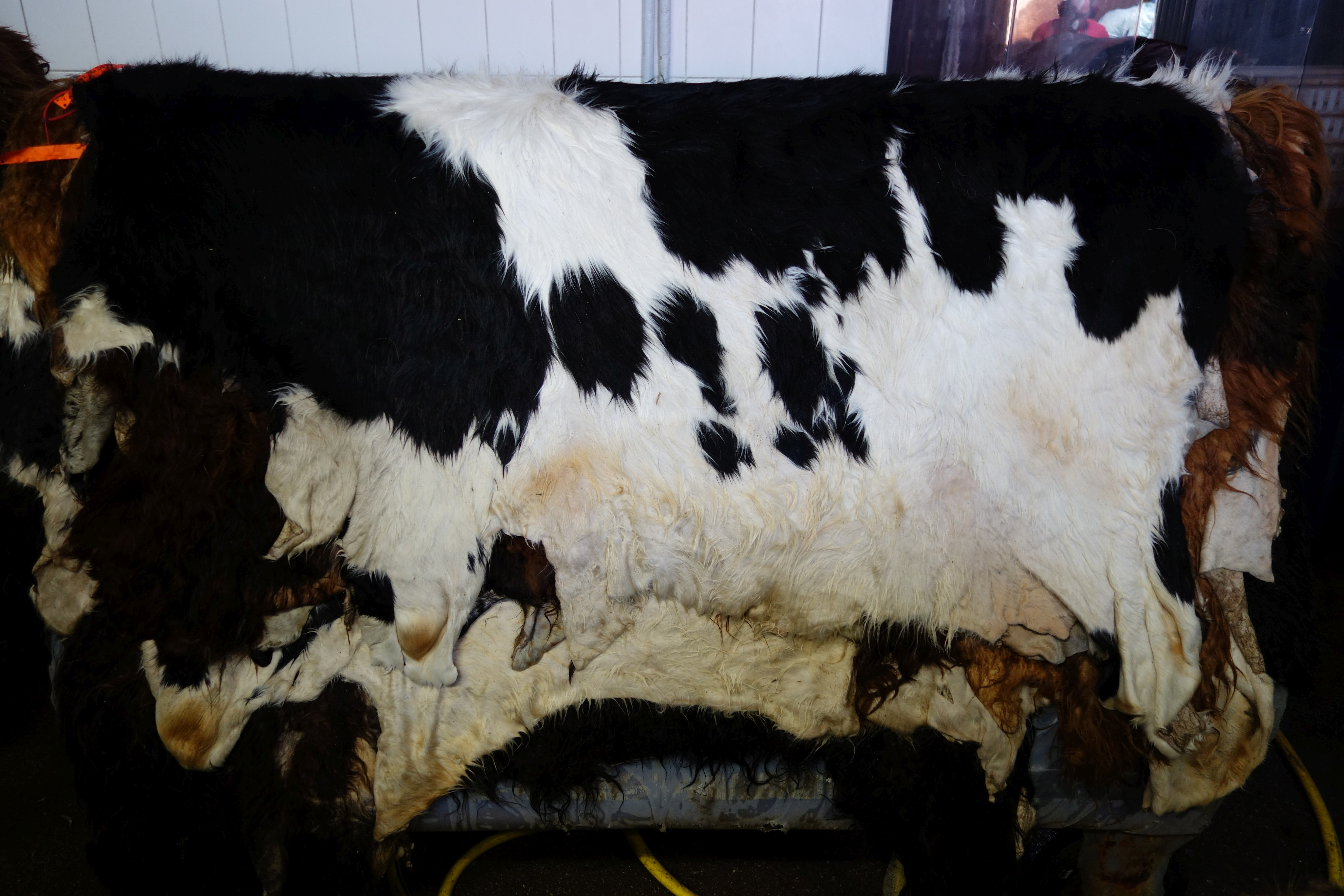
Rindshäute beim Zurichter (Gerber)

Die zur Gerbung kommenden Rohhäute können je nach Vorbehandlung wie folgt unterschieden werden:
1. luftgetrocknete Häute
2. trockene, arsenizierte Häute
3. schattengetrocknete Häute
4. shaved and stretched, wörtlich: gespannt und sauber entfleischt
5. nassgesalzene Häute
6. trocken gesalzene Häute
7. belegte Häute (mit dem sogenannten „Khari-Salz“ bestrichene Häute, einer natürlich vorkommenden, konservierend wirkenden Erde).[2]

Kalbfelle haben eine dichte, starke Lederhaut mit dichter Verflechtung der Faserbündel. Der natürliche Fettgehalt der Lederhaut ist niedrig. Im Allgemeinen unterscheidet sich die Technologie der Zurichtung zu Pelzfellen vom klassischen Verfahren der Pelzzurichtung dadurch, dass die Felle eine intensivere Auflockerung des Hautfasergefüges, eine Verringerung der Stärke und des Gewichtes bedürfen, als zum Beispiel Lammfelle.
Größere Felle älterer Tiere werden im Leder dünngeschnitten („Falzen“) und geschoren. Durch das Scheren werden sie nicht nur flacher, sondern erhalten auch mehr Glanz.

## Zahlen, Fakten

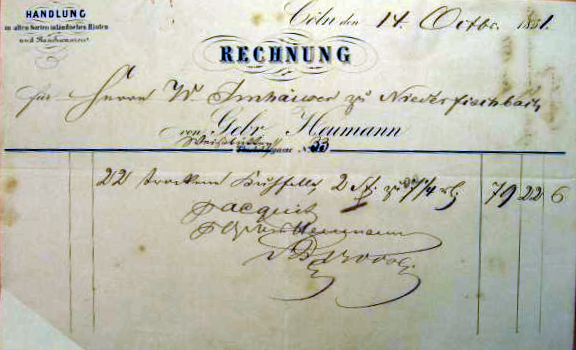
Rechnung über 22 trockene Kuhfelle (Gebr. Haumann, Köln 1851)

### Hauskalb und Hausrind

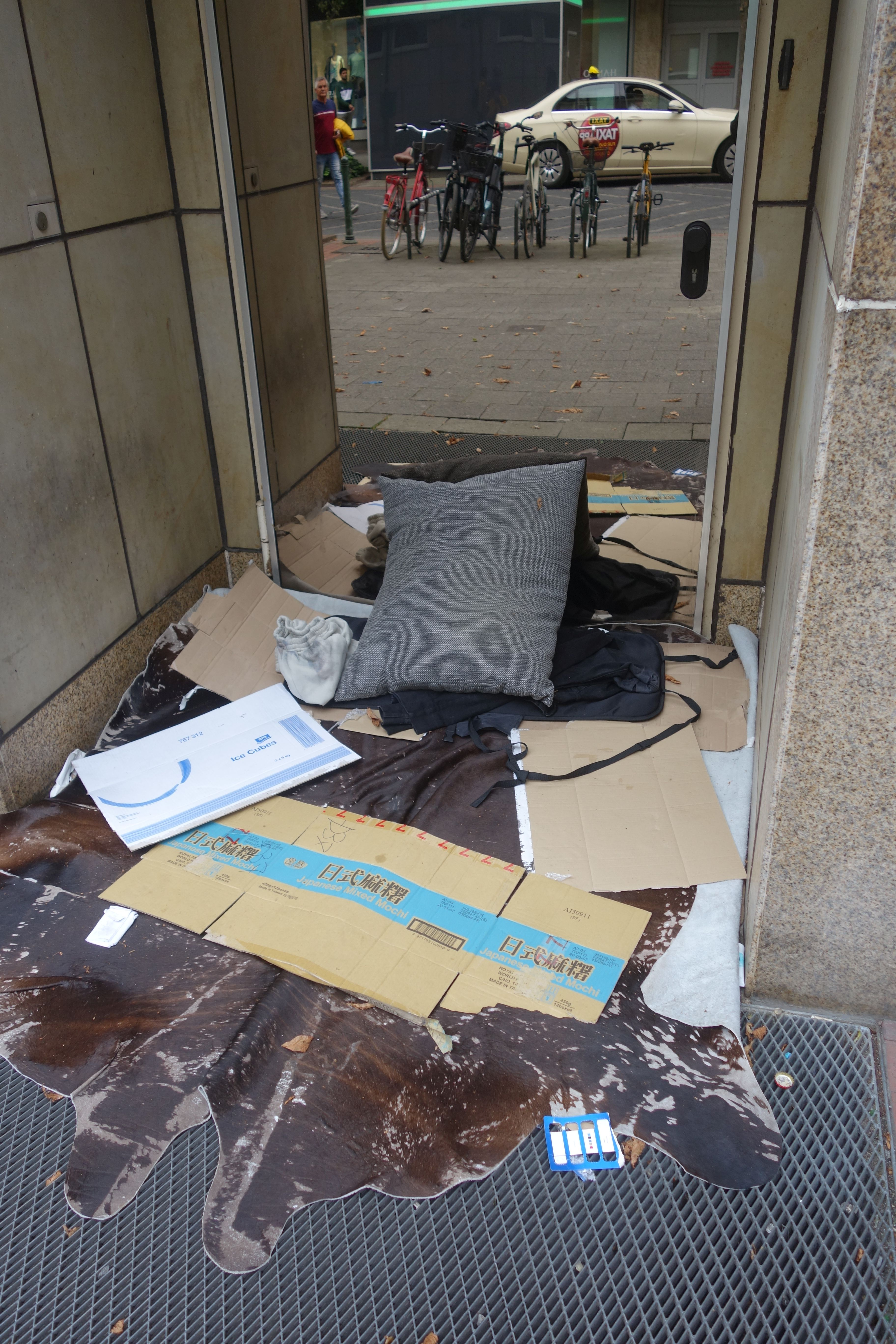
Rindshaut als Unterlage eines Obdachlosen-Schlafplatzes
(Düsseldorf, 2024)

- 1612 waren den Breslauern Kürschnern die Anfertigung von Verbrämungen aus Kalbfell („Kalbsgebräme“) nur für Kinderpelze, aber nicht für Erwachsene zugelassen.[37]

- Januar 1930, Italienischer Marktbericht in Der Rauchwarenmarkt[38]

Es erzielten:
a) Kalbfelle
Oberitalienische Innungsware
ohne Kopf Kurzfuß 3–7 kg Bogen ca. 4 ½ kg Frischgewicht Lire 11,25–11,50
ohne Kopf Kurzfuß 3–8 kg Bogen ca. 5 ½–6 kg Frischgewicht Lire 10.00–10,30
ohne Kopf Langfuß 3–7 kg Bogen ca. 5–5 ½ kg Frischgewicht Lire 9,75
per Kilo Frischgewicht
Oberitalienische Händlerware:
ohne Kopf Kurzfuß 3–7 kg Bogen ca. 4 ½ kg falzfrei Lire 11,50–11,70
ohne Kopf Kurzfuß 3–8 kg Bogen ca. 5–5 ½ kg falzfrei Lire 10,50–10,75
ohne Kopf Langfuß 3–8 kg Bogen ca. 4 ¾ - 5 kg falzfrei Lire 10,20- 10,50
mit Kopf Langfuß 3–8 kg Bogen ca. 5 kg falzfrei Lire 8,75–9,00
mit Kopf Langfuß 3–8 kg Bogen ca. 5 ½–6 kg falzfrei Lire 8,50–8,70
per Kilo Frischgewicht
b) Rindshäute
Oberitalienische Innungsware:
Ochsen 30–40 kg Frischgewicht Lire 5,15–5,25
Ochsen von 40 kg Frischgewicht Lire 5,00–5,20
Kühe bis 30 kg Frischgewicht Lire 5,30–5,40
Kühe 30–40 kg Frischgewicht Lire 5,10–5,25
Kühe von 40 kg Frischgewicht aufwärts Lire 5,10–5,20
Kalbinnen bis 25 kg Frischgewicht Lire 5,75–6,00
Kalbinnen 25–40 kg Frischgewicht Lire 5,10–5,50
per Kilo Frischgewicht
„Beste Händlerware erzielte teilweise sogar Preise wie Innungsware, mindere Provenienzen sind natürlich entsprechend billiger.“
- 1923 führten Argentinien, Uruguay und Paraguay mehr Rinds-Wildhäute aus als alle übrigen Länder zusammen.[39]

- Vor 1944 betrug der Höchstpreis für Kalbfelle, natur und gefärbt:

beste 55,- RM; gute 45 RM; mittlere 30,- RM
für Kalbkopftafeln 50 × 100 Zentimeter 20,- RM.
- 1956 exportierte Argentinien gesalzene Rinderhäute unter folgenden Benennungen (für getrocknete Häute verringern sich die Gewichtsangaben):

Barrigas (Ungeborene): Häute von Ungeborenen (Embryos) mit noch unentwickeltem Haar.
Nonatos (Ungeborene und Neugeborene): Häute mit Haar im Gewicht bis 3 ½ Kilo
Mamones (Saugkälber): Häute von Tieren beiderlei Geschlechts, im Gewicht von 3 ½ bis 7 Kilo exclusive
Becerros (Jährlinge, Kälber): Häute von Tieren beiderlei Geschlechts, im Gewicht von 7 bis 11 ½ Kilo, exclusive
Vaquillonas (Kälber und Jungtiere): Häute von Tieren beiderlei Geschlechts, im Gewicht von 11 ½ bis 18 Kilo, exclusive
Vacas (Kuhhäute): Häute im Gewicht von 18 Kilo aufwärts
Novillos (Ochshäute): Häute im Gewicht von 22 Kilo aufwärts
Toros und Torunos (Bullen): Häute, die dieser Klasse entsprechen.
Für Uruguay existieren auch folgende Benennungen
Becerritos: kleine Kalbfelle
Montevideo Americanos: Rindhäute bis zu einem bestimmten Gewicht
Pesados (überschwer)
Anchos: Breitgestellte Häute (wie ihre Bezeichnung es andeutet).
Daneben existieren Qualitätsbezeichnungen wie Sanos, Desechos, Malesechos, Inservibles und Becerros Garrapata. Die Einordnung in diese Klassen richtet sich nach der Art und dem Umfang der Fehlerhaftigkeit.
- 1957: Die meisten Kalbfelle liefert die UdSSR, dann Polen. Der Anfall an skandinavischen und südamerikanischen Kalbfellen ist wesentlich geringer; deutsche Kalbfelle werden nur wenig zu Pelzwerk verarbeitet; sie sind im Allgemeinen zu schwerledrig.[5]
- 1966 betrug der Kalbfell-Verbrauch „weit über einer Viertelmillion“ Stück.[11]
- Vor 1970 betrug nach Angaben von zuständiger Seite der Anfall über eine halbe Million Felle.[9]
- 1975 wurden Mäntel aus, von der Hilchenbacher Pelzveredlung kurzgeschorenen, Kalbfellen im Konfektionsgroßhandel als „Lakodakalb“ angeboten, benannt nach dem ebenfalls tiefgeschorenen Lakodafell der Pelzrobbe.[41]

### Bison und andere Wildrindarten

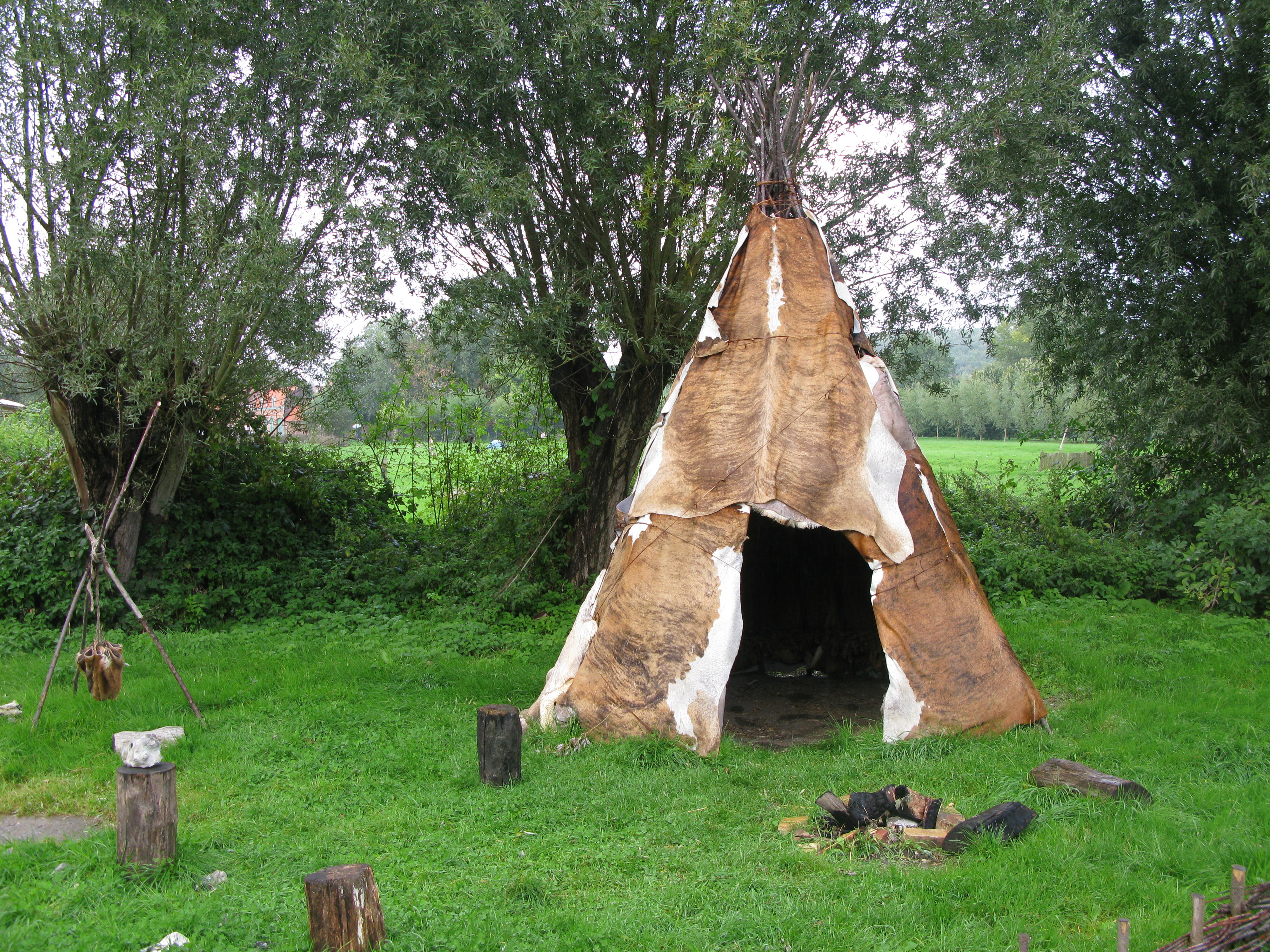
Rekonstruiertes Steinzeitzelt aus Rindshäuten

(Nach GARRETSON'S – der vorsichtigere ROE sieht die Zahlen bis zu dreifach überhöht an):
1803 wurden nur wenige Bisonfelle angeliefert.
1834 bis 1844 kaufte die American Fur Company in St. Louis jährlich 70.000 Felle.
1871 kaufte eine Firma in St. Louis 250.000 Felle zum Betrag von 40.000 Talern.
1873 war das Überangebot bereits so groß, dass der Stückpreis auf 1,25 Dollar gefallen war.
1873 und 1874 wurden in Fort Worth, Texas, in ein, zwei Tagen jeweils 200.000 Felle verkauft.
Im Winter 1884 stieg der Preis infolge der ruinösen Ausrottungsjagd innerhalb von zwei Tagen von 5 auf 25 und 30 und noch mehr Dollar. Einen Winter später gab es selbst für 50 bis 70 Dollar kaum ein Fell mehr.
- Vor 1911 kamen jährlich etwa 500 Moschusochsenfelle in den Handel, die im Durchschnitt 25 das Stück Dollar erzielten.[26]
- 1966 wurden gegerbte Bisonfelle im Elk-Island-Nationalpark an Touristen für 30 bis 43 Dollar verkauft, nach damaligem Umrechnungskurs 120 bis 190 DM.[1]
- 1988 schrieb das Rauchwarenhandbuch über Bison: Gegenwärtig sind Versuche im Gange, die Felle weiblicher und Jungtiere so zuzurichten, dass sie für Pelzzwecke verwendet werden können, zum Mindesten für Besätze. Man rechnet damit, dass aus überzähligen Tieren jährlich mindestens 5000 Felle dem Handel zugeführt werden können, wobei Fleisch und andere Nebenprodukte industriell verwertet werden.[15]

Zu der Zeit wurde der Bestand der in Schutzparks gehaltenen Tiere auf etwa 30.000 geschätzt. Außerdem wurden 15.000 Bisons in Farmen gehalten, in der größten Farm allein 3000.

## Anmerkung
1. ↑  Die angegebenen vergleichenden Werte (Koeffizienten) sind das Ergebnis vergleichender Prüfung durch Kürschner und Rauchwarenhändler in Bezug auf den Grad der offenbaren Abnutzung. Die Zahlen sind nicht eindeutig, zu den subjektiven Beobachtungen der Haltbarkeit in der Praxis kommen in jedem Einzelfall Beeinflussungen durch Gerbung und Veredlung sowie zahlreiche weitere Faktoren hinzu. Eine genauere Angabe könnte nur auf wissenschaftlicher Grundlage ermittelt werden. Die Einteilung erfolgte in Stufen von jeweils 10 Prozent. Die nach praktischer Erfahrung haltbarsten Fellarten wurden auf 100 Prozent gesetzt.